# História de Lagos (Portugal)

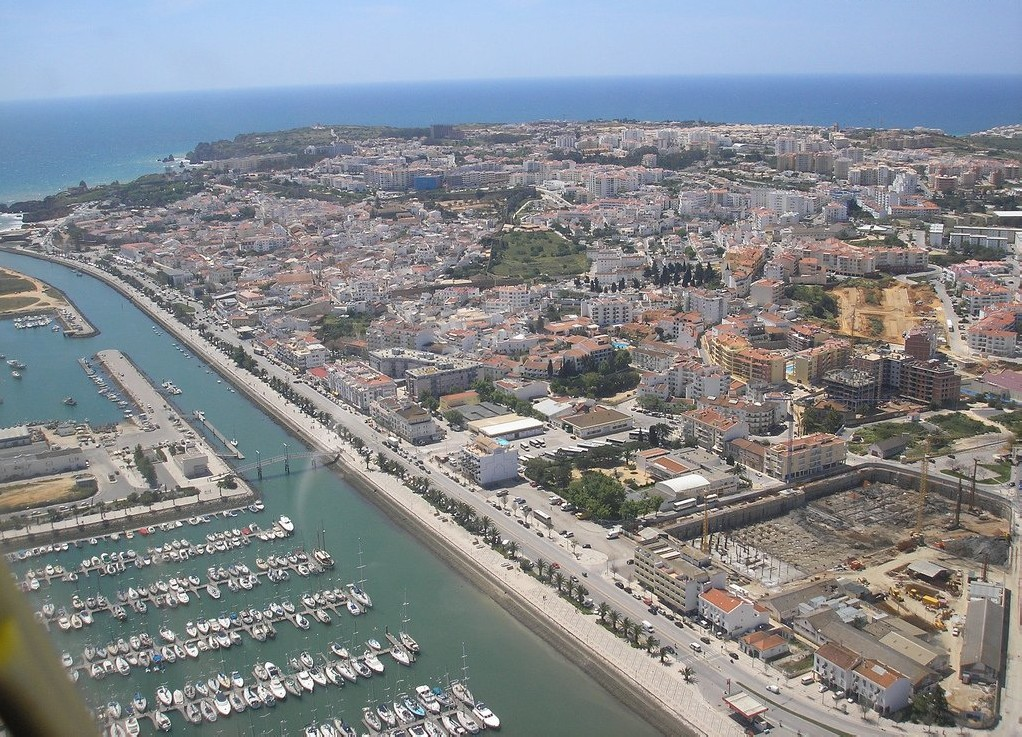
Vista aérea de Lagos

Lagos é uma cidade no Distrito de Faro, em Portugal. Segundo a tradição, a cidade terá sido fundada cerca de 2 mil anos antes do Nascimento de Cristo, tendo estado sob o domínio pelos cartagineses, romanos e muçulmanos. após a reconquista cristã, teve um papel preponderante nos Descobrimentos Portugueses, tornando-se a principal cidade no Algarve, posição que perdeu para Faro após o devastador Sismo de 1755. A recuperação foi dificultada pelas Invasões Francesas e pela Guerra Civil Portuguesa, só voltando a ter alguma importância em meados do século XIX, com o desenvolvimento das indústrias, principalmente conserveiras. Após a Segunda Guerra Mundial, assiste-se a uma fase de substituição das actividades industriais pelo turismo, cuja importância económica marca a transição para o  Terceiro Milénio.

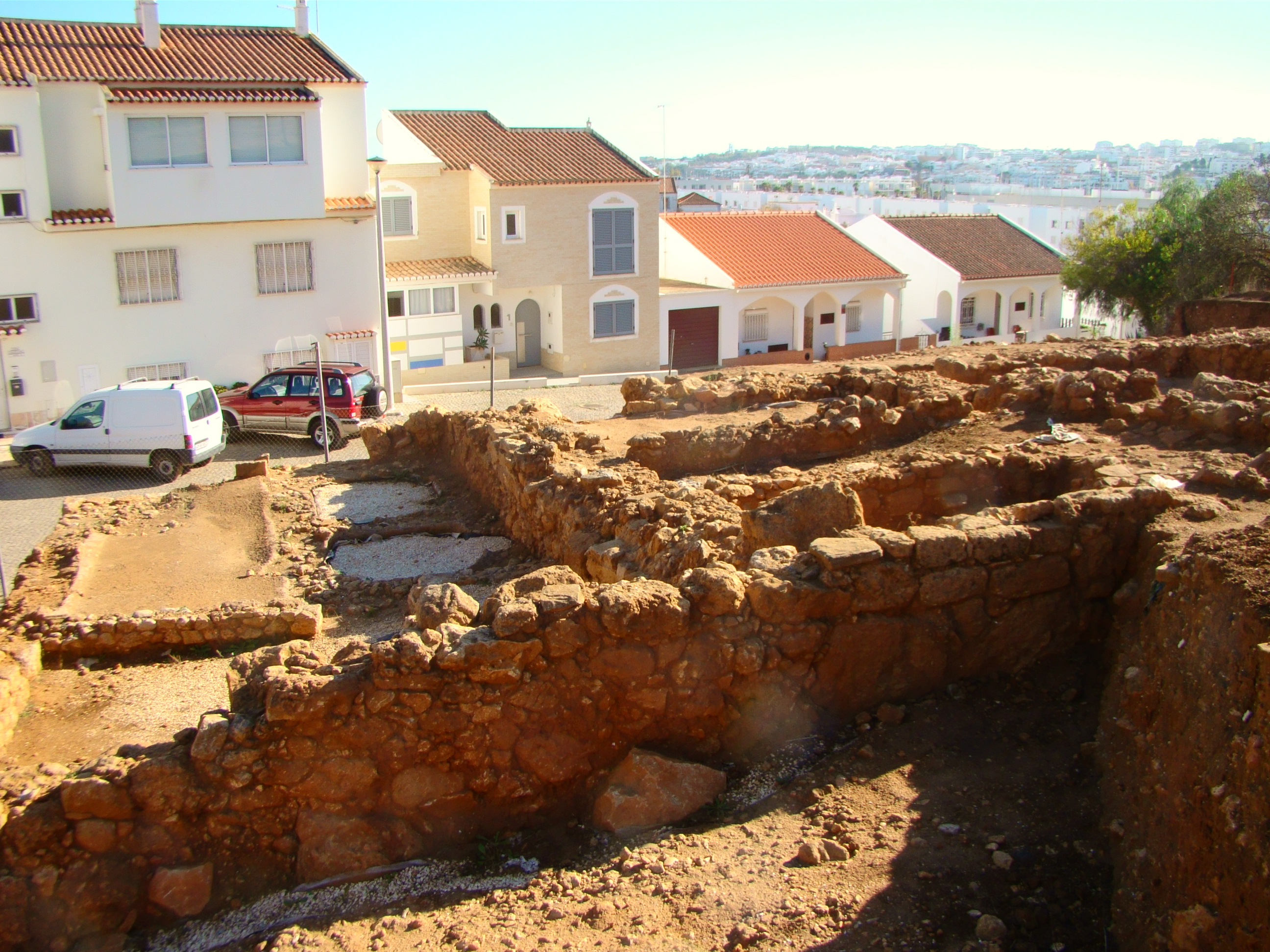
Monte Molião, que preserva partes de uma estrutura defensiva (amuralhada) celta que remonta a finais do século V e

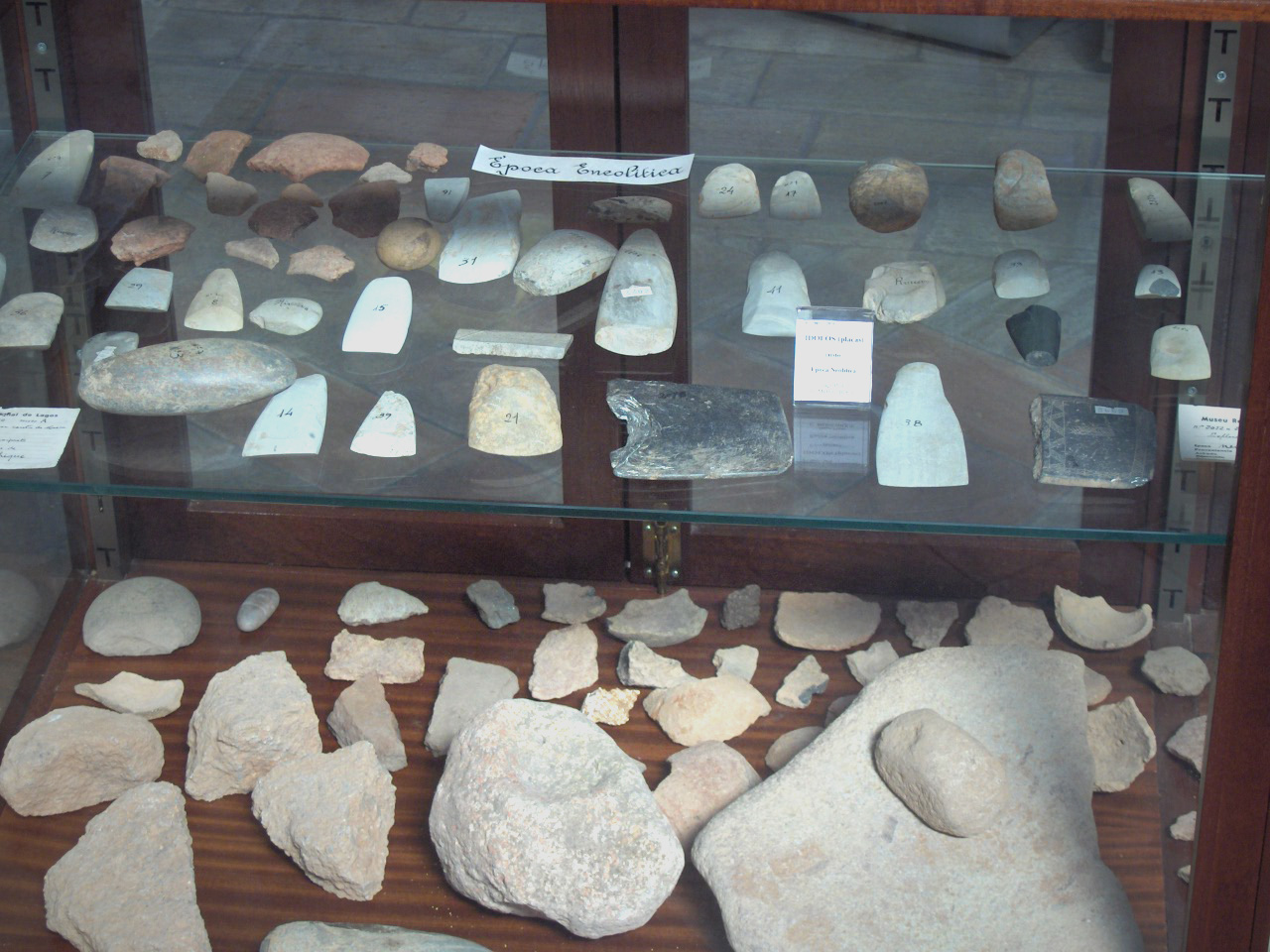
Vestígios da época neolítica no Museu de Lagos

## Pré-Históriae colonização primitiva
Durante a idade da pedra já existia uma actividade piscatória rudimentar na costa de Lagos, utilizando anzóis feitos a partir de chifres de veado, que foram encontrados pelo arqueólogo Estácio da Veiga em cavernas. Calcula-se que então existisse um grande número de veados na região, uma vez que foram encontrados mais ferramentas feitas a partir dos chifres, e que serviam para a colheita e sementeira de trigos, cevadas, legumes, etc.. Na zona da Ameijeira, em Lagos, foi descoberta um assentamento do Neolítico médio, remontando a cerca de 4500 anos a.C., e que era principalmente constituído por uma oficina de talhe, que provavelmente era utilizada no fabrico de elementos para ferramentas agrícolas, actividade que então estava em pleno desenvolvimento. Segundo as arqueólogas responsáveis, este local seria provavelmente um pequeno povoado, sendo uma evolução dos acampamentos temporários do paleolítico, embora ainda não pudesse ser considerado como uma aldeia. Este não foi o único vestígio da época neolítica na região de Lagos, tendo igualmente sido encontrados vários menires, como o de Odiáxere.
Até à conquista romana, eram utilizadas na pesca  embarcações feitas de couro, como peles para impermeabilizar, e com mastros em madeira delgada, de forma a serem fáceis de dobrar e assim não serem danificados pelo vento. Os produtos da pesca de Lagos, especialmente o atum e a sardinha, que eram exportados salgados, chegaram a ter grande fama durante as antigas civilizações, e faziam parte das trocas comerciais entre a Turdetânia e o Norte de África. O historiador Faria e Castro relatou que na sua época ainda existiam vestígios das grandes pescas que se faziam na antiguidade, especialmente as do atum, que era transportado em salmoura até Cartago, onde era muito apreciado. Para confirmar esta teoria, Faria e Castro citou vários autores antigos, como Ateneu, Plínio e Estrabão, que afirmavam ser já bastante antiga a pesca do atum na costa da Lusitânia. O historiador referiu igualmente que o transporte de peixe salgado chegou a atingir a Grécia, durante a época de Hipócrates. Um dos hábitos conhecidos dos marinheiros eram o de sacrificar um atum ao deus Neptuno, quando era muito abundante a pesca deste peixe.
Durante o período anterior à época cristã, a Península Ibérica foi habitada principalmente pelo povo ibero, e invadida pelos celtas no século IV a.C., que acabaram por se fundir nos celtiberos. Segundo a tradição, em cerca de 1 899 a.C., foi fundado um povoado denominado de Lacóbriga na região onde se situa a actual Lagos, embora a localização deste núcleo urbano não tenha sido totalmente determinada, tendo sido avançadas como hipóteses a Fonte Coberta, o Serro da Amendoeira, Paúl, Figueira da Misericórdia, e o Monte Molião, sendo este último local considerado o mais provável. A formação da cidade está ligada a uma lenda na qual um neto de Tubal, denominado de Brigo, quarto rei da Hispânia, edificou várias cidades fortificadas ao longo do seu território, que ganharam a denominação de Brigos em homenagem ao seu fundador. Esta lenda estava também relatada num manuscrito chamado de Fundação de Lagos, que fazia parte da biblioteca do Convento da Senhora da Glória, e que afirmava que Brigo, no ano da criação do mundo de 1839, do dilúvio 145 e 2 161 a.C., tinha fundado uma povoação no local posteriormente conhecido como Paúl da Abedoeira, que recebeu o nome de Lacóbriga, combinando tanto a natureza da zona como o nome do seu fundador. O padre João Baptista Carvalho estimou que a cidade de Lacóbriga tinha sido criada em 1 006 a.C., baseado na obra Euchiridion de los Tiempos, enquanto que a Encyclopedia Portuguesa Illustrada - Diccionario Universal referiu que segundo o padre Cardoso Rodrigues, Mendes da Silva e outros autores, a cidade tinha sido edificada por Brigo em 1 899 a.C. O Diccionario Corographico de Francisco Cardoso de Azevedo informava que segundo algumas fontes, a cidade tinha sido criada em 1 897 a.C. por Brigo, enquanto que outras apontavam os cartagineses como fundadores. Já o historiador Florião do Campo afirmou que a cidade tinha sido fundada pelos lacões. O termo Brigo foi explicada pela revista Archeologo Portuguez como tendo origem céltica, significando fortaleza. As obras Corographia do Algarve e História do Regimento de Infantaria n.º 15 avançaram o Sítio do Paul como a provável localização da antiga cidade, teoria corroborada pelo arqueólogo Estácio da Veiga, que identificou aquele local como a Lacóbriga descrita por Pompónio Mela. Com efeito, no Sítio do Paul foram encontrados vários vestígios de ocupação romana. Segundo o Archivo Historico de Portugal, Lacóbriga situava-se a cerca de 1500 m de distância do centro da actual cidade de Lagos, enquanto que outros autores julgaram que se teria situado no Monte Molião, uma colina a cerca de 1200 m do centro, que foi escavada por Estácio da Veiga, onde foram encontrados vestígios pré-históricos, como loiça e ossos de animais, e romanos, como um cemitério, loiça e outros objectos, e várias estruturas, incluindo uma cisterna com cerca de 4 m de profundidade.
Os antigos geógrafos referiram a existência de duas cidades com o nome de Lacóbriga, tendo Antonino descrito um número ainda superior. Avançou-se a hipótese que a antiga Lacóbriga fosse a cidade de Lagoa, mas é pouco provável, uma vez que esta localidade fica distante tanto do oceano como do Cabo de São Vicente, enquanto que se descrevia a antiga Lacóbriga como sendo marítima, e perto do Cabo Sacro. Outra hipótese é que a antiga Lacóbriga fosse situada em Alvor, denominada de Portus Hannibalis durante o período romano. Esta teoria foi sustentada pelo geógrafo Niderndorff, que afirmou que Lacóbriga se tinha denominado anteriormente de Portus Hannibalis.

Mapa político e etnolinguístico da Península Ibérica, cerca de

## Contacto com os Fenícios e domínio cartaginês
Segundo vários historiadores citados por João Pulo Rocha em 1910, os primeiros Fenícios chegaram à Península Ibérica por volta de 935 a.C., para procurar ouro e prata, tendo regressado alguns anos depois com uma frota maior, que chegou até ao cabo de São Vicente. Na cidade de Lagos foram encontrados vários vestígios fenícios, como cerâmicas encontradas na Rua da Barroca, datadas dos séculos VIII a VII a.C., e que comprovam que Lacóbriga teve contacto com os povos do Oriente. Porém, os contactos com os povos nativos nem sempre foram amigáveis, levando a confrontos com os fenícios, motivo pelo qual terão pedido auxílio aos seus aliados Cartagineses. Estes chegaram à Península por volta de 600 a.C., onde se estabeleceram. Outra civilização que também teve contacto com os povos da Península Ibérica foi a grega, que estabeleceram colónias comerciais em vários pontos no litoral da península. Segundo a opinião de Plínio, o Velho e de outros historiadores da antiguidade, os contactos com estas três civilizações e depois com os celtas foram muito benéficas para os turdetanos, entre os quais se incluíam os lacobrigenses, que atingiram um ponto de desenvolvimento superior em termos culturais e de produção em relação aos outros povos lusitanos. Com efeito, a progressão das técnicas agrícolas permitiu a exportação em grandes quantidades de trigo, vinho, cera e azeite, enquanto que uma indústria piscatória desenvolvida e a existência de salinas possibilitavam a exportação de peixe. Além disso, também produziam loiça de cera, e teciam panos com desenhos geométricos, com os quais faziam roupa conhecida como sentulatas.
Segundo o historiador Estrabão, a cidade foi conquistada pelos cartagineses, chefiados por Amílcar Barca. Segundo a lenda, quando foi conquistada tinha as manjedouras dos cavalos, as dornas e as talhas para o vinho e a água totalmente feitos em prata, o que demonstrava a riqueza da cidade, apesar de ter sofrido com várias tentativas de conquista por parte de diversos povos. Os antigos cronistas presumiam que a cidade foi arruinada durante o domínio cartaginês, e que foi quase totalmente destruída num sismo e consequente maremoto no século IV a.C.. A cidade foi reedificada num novo local pelo capitão Boodes ou Bohodes, que tinha sido enviado de Cartago para suceder a Hanno. Foram avançadas várias datas para a fundação da nova cidade, como 250 ou 300 a.C., tendo Pompónio Mela e Laimundo de Ortega proposto ambos a data de 400 a.C.. No entanto, a antiga urbe, no Monte Molião, continuou a ser habitada. A cidade conheceu um período de grande prosperidade durante o domínio cartaginês, devido à grande produção pesqueira e agrícola, captura de coral, e à grande baía que era muito procurada pelos navios por estar abrigada dos ventos dominantes de Norte e de Nordeste, tendo Bohodes criado igualmente uma importante feira, que trouxe um grande número de forasteiros à cidade.

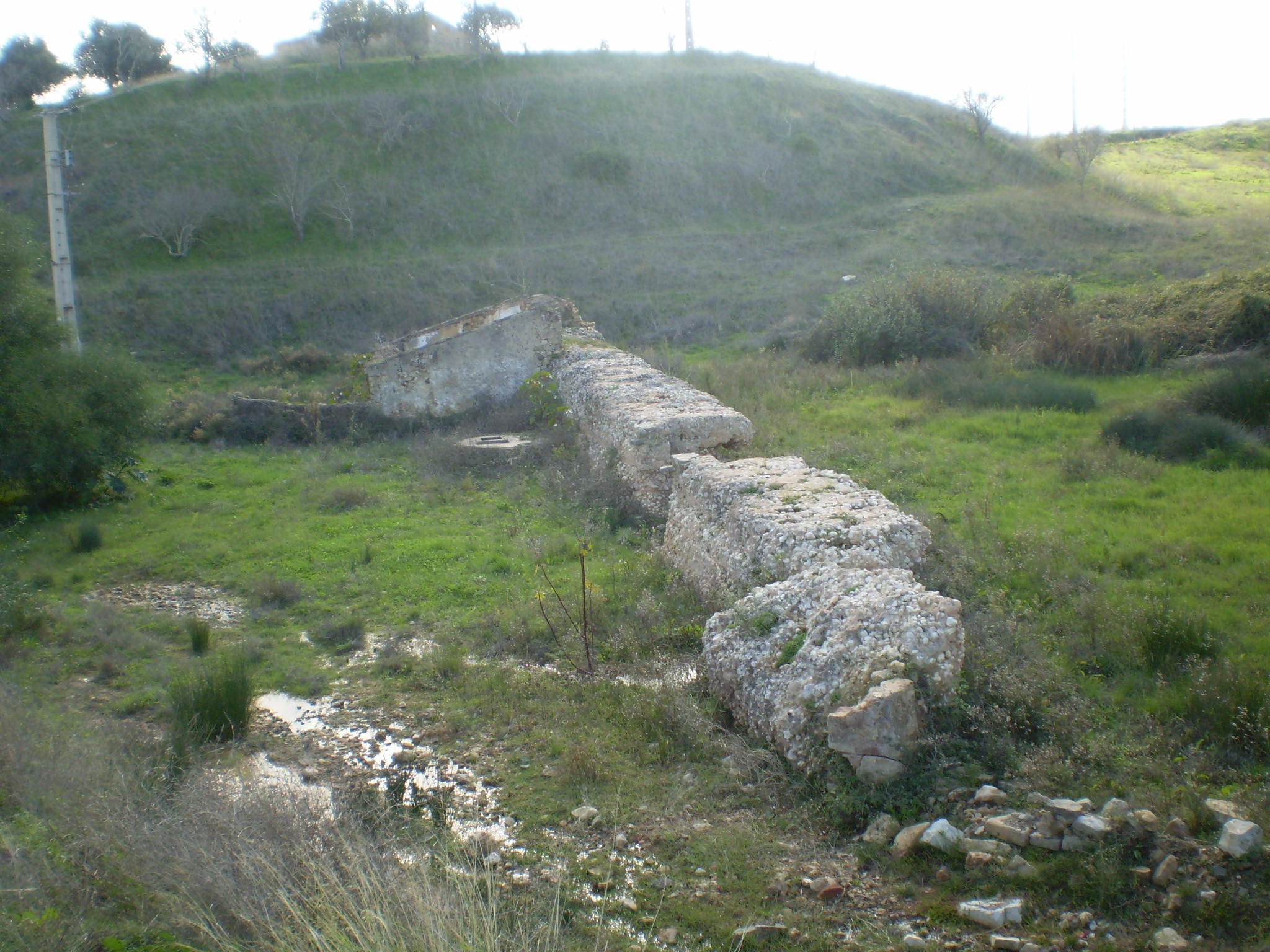
Vestígios da barragem romana da Fonte Coberta, em Lagos

## Domínio romano
Devido às tentativas dos cartagineses para dominar a península, os habitantes celtiberos chamaram o apoio dos romanos. Iniciou-se uma série de conflitos entre os cartagineses e os romanos, conhecidos como Guerras Púnicas, que também atingiram a península. Em 206 a.C., a cidade de Gades (Cádis) rendeu-se a Roma, terminando desta forma a Segunda Guerra Púnica na Península Ibérica, e o domínio de Cartago na península. Porém, após a rendição de Cartago, a civilização romana iniciou uma série de campanhas militares no sentido de dominar toda a península, que demoraram cerca de duzentos anos. Em 155 a.C., iniciou-se a Guerra Lusitana, que opôs o poder militar de Roma às tribos lusitanas. A resistência aos exércitos romanos foi inicialmente liderada por Viriato, entre 147 e 139. Após a morte de Viriato, a maior parte da Lusitânia foi conquistada pelo comandante Décimo Júnio Bruto Galaico, incluindo a cidade de Lacóbriga. Viriato foi sucedido como chefe da resistência lusitana por Quinto Sertório, contra Quinto Cecílio Metelo Pio e Cneu Pompeu Magno, a partir de 80. Em 76, Lacóbriga foi cercada pelos romanos, comandados pelo cônsul Quinto Cecílio Metelo, que esperava que a cidade se rendesse devido à falta de água, uma vez que no seu perímetro só existia um poço. Sertório terá reunido um exército de dois mil cavaleiros vindos da Lusitânia e de África, que romperam o cerco e distribuíram a água que traziam aos sitiados. Segundo o historiador Silva Lopes, que citou o padre Salgado e documentos da câmara municipal, o cônsul Metelo terá ficado embaraçado com a facilidade com que as forças de Sertório ganharam a batalha, pelo que se retirou para a zona da Andaluzia. Nessa altura, a cidade de Lacóbriga fazia parte do território controlado por Sertório, continuando a ser um importante porto comercial. Em 72, Sertório foi assassinado, embora a conquista de toda a Península Ibérica só tenha terminado a partir de 44.
O domínio romano marcou profundamente o futuro território português, e a cidade de Lacóbriga não foi excepção, tendo-se afirmado, durante essa época, como um importante pólo industrial, como pode ser comprovado pela presença, nas Ruas 25 de Abril e Silva Lopes, de vestígios de um complexo que incluía salgas, que estiveram em uso entre os Séculos II e VI, e a lixeira de uma fábrica de cerâmica romana. A cidade possuía alguma influência na região, podendo o seu poder administrativo ter abrangido a povoação romana na zona da Abicada, na Ria de Alvor. Foram encontrados vários vestígios da civilização romana em redor da cidade de Lagos, incluindo moedas de prata e outros objectos metálicos, e vestígios de edifícios em redor da actual cidade, especialmente na zona do Monte Molião. Também foram encontradas moedas romanas nas ruínas após o Sismo de 1755. Durante o período romano, o nome da cidade foi alterado de Lacóbriga para Lacobrica.

## Idade média
A Idade Média foi uma época de grandes transformações na Península Ibérica, com a substituição do domínio romano por um reino visigodo, que por sua vez foi quase totalmente destruído durante as invasões muçulmanas. Seguiu-se um longo período de conflitos no qual a península foi totalmente reconquistada pelas forças da cristandade, com a formação de vários reinos independentes nos terrenos recém-conquistados, divididos por uma malha de pequenos domínios. Um destes foi o Condado Portucalense, que foi a génese da nação de Portugal. Todas estas fases reflectiram-se de forma intensiva no Algarve, região que devido à sua situação geográfica foi uma das primeiras a serem atingidas pela invasão muçulmana, e simultaneamente a última a ser reconquistada no território português.

Mapa da divisão da Península Ibérica em 411

### Domínio visigodo e Muçulmano
O domínio romano da Península Ibérica entrou em decadência no século V, com as invasões dos Alanos, Vândalos e Suevos, que tinham feito um acordo em 409  com Magno Máximo, pretendente do título imperial, e em 411 dividem a península entre si com a concordância do imperador Flávio Honório, cabendo a Lusitânia aos Alanos. No entanto, em 415 os romanos são forçados a pedir auxílio aos Visigodos, devido às pilhagens feitas pelos Alanos e Vândalos Silingos. Os visigodos invadem assim a península, que passaram a dominar totalmente após a queda das últimas colónias de Bizâncio em 624. Em 622, Lagos já era uma sede de bispado, uma vez que nesse ano o seu bispo participou num Concílio Toletano. Silva Lopes, citando o historiador Faria e Sousa, confirmou a presença de um bispo com sede em Lagos, e que tinha o nome de Servo, enquanto que o padre João Baptista Coelho afirmou que o bispo de Lagos, chamado de Servo de Deus, tinha assistido a um dos concílios de Toledo durante o mandato de Siseberto como arcebispo de Toledo. Antonio Caetano da Costa Inglez, prior da Igreja de Santa Maria de Lagos, referiu que segundo vários autores antigos, incluindo o historiador espanhol Ambrosio de Morales, o bispo de Lacóbriga tinha estado nos quarto, sexto e sétimo concílios de Toledo.
A monarquia visigoda na península durou cerca de 300 anos, até à sua extinção no século VIII, devido às invasões dos povos maometanos, que vieram do Norte de África sob o comando de Tárique. A campanha muçulmana iniciou-se em 711, e logo nesse ano derrotaram as forças visigóticas na decisiva Batalha de Guadalete. A invasão muçulmana desencadeou-se de forma muito rápida, e logo em 713 já tinham tomado Sevilha, Mértola e outras cidades importantes, e no ano seguinte caíram Évora, Santarém e Coimbra, estando a península quase toda controlada pelos islamitas, conservando-se cristã apenas a Cordilheira Cantábrica, no Norte da península. Lagos foi tomada pelos omíadas em 716, sendo entregue a Abderramão I, emir de Córdova. A povoação passou, assim, a chamar-se Halaq Al-Zawaia ou Al-Zawaia, o que, segundo alguns autores, significa "Mosteiro Muçulmano", lago ou poço. Durante o domínio muçulmano, Lagos entrou em profundo declínio, caindo para a categoria de aldeia. É possível que o Castelo de Lagos tenha sido construído durante o domínio muçulmano.

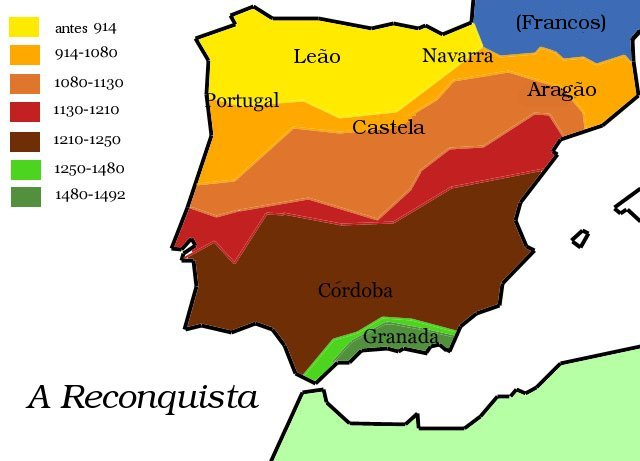
Fases da reconquista da Península Ibérica

### Reconquista Cristã e independência portuguesa
A reconquista iniciou-se pouco depois, com a decisiva vitória cristã na Batalha de Covadonga, embora tenha progredido lentamente, com vários avanços e recuos. Foram organizadas várias campanhas espaçadas no tempo, destinadas a enfraquecer o domínio muçulmano, e a libertar os territórios controlados pelo inimigo. Por exemplo, em 798 Afonso II das Astúrias lançou uma incursão contra Lisboa, e em 844, os povos Normandos fizeram várias expedições na Península, tendo atacado as cidades de Lisboa e Beja, e a região do Algarve. Na Década de 1130, D. Afonso Henriques inicia uma campanha contra os muçulmanos, que culminou na Batalha de Ourique em 1139. Em 1140, D. Afonso Henriques autoproclamou-se rei, embora este título só tenha sido confirmado pelo Tratado de Zamora, em 1143. A reconquista prosseguiu de Norte para Sul, tendo Lisboa sido libertada em 1147, Évora em 1165, e Serpa em 1866. Em 1189, o rei D. Sancho I fez uma incursão na costa Algarvia com o apoio de cruzados alemães e dinamarqueses, tendo conquistado os castelos de Alvor, Silves e Albufeira. Desta forma, Lagos foi libertada, tendo sido, segundo alguns autores, doada pelo rei ao Bispo de Silves, Nicolau de Santa Maria, enquanto que outros afirmam que foi doada a um estrangeiro que tinha reputação de ter uma vida santa. Entretanto, em 1174 foi construída a Capela de São João Baptista, segundo indicava uma lápide que existia junto à porta.
Em 1190, o bispo de Silves entregou a igreja de Lagos ao Mosteiro de São Vicente de Fora, por pedido do Rei D. Sancho, sendo nessa altura considerada apenas como uma aldeia. Lagos foi reconquistada em 1191 pelo Emir de Sevilha, Abu Iúçufe Iacube Almançor.
O rei D. Sancho II libertou Aljustrel em 1234, Mértola em 1238, e Alvor em 1240, enquanto que o seu sucessor, D. Afonso III, reconquistou o resto da região algarvia em 1249, numa campanha comandada por Paio Peres Correia. A cidade de Lagos foi tomada entre 1241 e 1249. Os muçulmanos fugiram para África, tendo antes destruído os seus edifícios de forma a não serem aproveitados pelos cristãos. No entanto, a povoação não permaneceu desabitada por muito tempo, uma vez que pouco depois foi repovoada por pescadores, devido à sua riqueza piscatória e localização conveniente. Com a reconquista final do Algarve, terminaram as batalhas terrestres, embora o conflito tenha continuado no mar, uma vez que os muçulmanos começaram a atacar as embarcações cristãs ao largo da costa. Alguns anos após o renascimento de Lagos, a povoação começou a ser atacada por forças vinda do Norte de África, que capturavam gado e raptavam pessoas, para serem vendidas como escravos. De forma a proteger a povoação, o rei D. Afonso IV ordenou a construção de muralhas em redor da cidade, que protegiam a área entre a Porta da Vila, a futura Igreja de Santo António, o castelo e a Porta de São Gonçalo.
A civilização muçulmana deixou profundos traços na cultura de Lagos, como por exemplo o uso do rebuço, que era utilizado pelas mulheres mouras para cobrir a face, e que foi adoptado pelas habitantes cristãs até ao seu uso ter sido proibido pelo Governador Civil do Algarve, Júlio Lourenço Pinto, em 1892.

Igreja de São Sebastião

### Da reconquista aos Descobrimentos
Pouco tempo após o final da reconquista, O rei Afonso X de Leão e Castela, que considerava ter direito ao Algarve por lhe ter sido doada pelo emir Musa ibn Mohammad ibn Nassir ibn Mahfuz, invadiu a região e conquistou várias povoações, tendo nomeado um novo bispo para Silves, Roberto, ao qual doou a aldeia de Lagos. O serviço militar em Lagos iniciou-se pouco tempo após o final da reconquista, tendo as tropas lacobrigenses destacado-se nas Guerras Fernandinas e durante a Crise de 1383–1385.
Na primeira metade do século XIV, ocorreu um conflito que opôs o rei Afonso IV a Afonso XI de Castela, durante o qual foi travada uma batalha naval junto ao cabo de São Vicente, onde os castelhanos foram vitoriosos.
Após o final da reconquista, renovaram-se as actividades piscatórias em Lagos, que foram por diversas vezes incentivadas pelos monarcas portugueses. Por exemplo, uma carta de 22 de Dezembro de 1305 de D. Dinis autorizou João de Menezes e Benanite a lançarem armações para a captura do atum. Segundo Silva Lopes, imigrantes Sicilianos iniciaram a pesca da baleia na Luz, durante o reinado de D. Afonso III ou de D. Dinis. Na época destes monarcas, a pesca do atum e da baleia e da captura do coral chegou a dar um rendimento, para o rei, de 60 a 80 contos. Uma carta régia de 15 de Agosto de 1360, emitida por D. Pedro, deu vários privilégios aos habitantes de Lagos, incluindo o direito à posse de armas defesas em todo o reino. Nesse ano, também foram autorizadas várias armações de pesca a estrangeiros. Nessa altura, esta povoação denominava-se de Lagus. São Gonçalo de Lagos também terá nascido em 1360. Em 30 de Novembro de 1367, o rei D. Fernando ordenou ao almoxarife de Lagos que fosse dada uma carga de besta cavalar ao bispo e ao cabido da Sé de Silves por cada baleia ou cavalaço que morresse na costa. Em 5 de Março de 1372, o rei D. Fernando doou Lagos a Gregorio Premado ou Termado, e depois passou a ser de Gonçalo Fernandes. Segundo o historiador José Formosinho, em 1378 nasceu na vila de Lagos o beato São Gonçalo, que faleceu em 1422 em Torres Vedras.
Segundo o pergaminho Antiguidades de Lagos e suas igrejas, em 1325 foi edificada a Ermida de Nossa Senhora da Conceição, que posteriormente tornou-se na Igreja de São Sebastião, e em 1415 terá sido construída uma igreja dedicada a Santa Maria da Graça. No entanto, segundo um manuscrito antigo, existiam textos gravados em pedras na nave da igreja, que indicavam que tinha sido fundada em 1378. A Igreja de Santa Maria da Graça terá sido a primeira construída em Lagos, enquanto que a segunda, dedicada a Santa Maria,  foi construída nos finais do Século XV.
Em 4 de Maio de 1397, o almirante castelhano Diego Hurtado de Mendoza (almirante mayor de Castilla) apreendeu, ao largo de Lagos, várias galés portuguesas que traziam farinha de Génova. Cerca de 400 marinheiros das galés capturadas foram afogados por ordens do almirante, que vingou desta forma o seu pai, Pedro González de Mendoza, morto na Batalha de Aljubarrota.
Em 8 de Julho de 1410, o rei D. João I dispensou os habitantes de pagarem sisa pelas transacções comerciais com os venezianos que viessem a Lagos. Durante o reinado de D. João I, ocorreu um incidente em Lagos que despoletou uma grave crise diplomática envolvendo as nações portuguesa, inglesa e espanhola, quando um navio castelhano chegou a Lagos com intenção de fazer negócio, mas a tripulação foi mal tratada pelos habitantes britânicos da vila, que já se tinham estabelecido em grande número. O rei de Castela denunciou o caso a D. João I, exigindo indemnização pelos prejuízos, tendo o monarca português enviado o emissário João Viegas a Londres, para informar o rei D. Henrique IV sobre este incidente. O rei inglês respondeu de forma evasiva, justificando-se com a falta de provas, e prometeu aos queixosos um salvo-conduto para Inglaterra para apresentar as suas alegações.
Durante os reinados de D. Fernando e D. João I, a povoação no interior da vila era de cerca de 1500 a 2000 vizinhos, das classes sociais mais elevadas, enquanto que os comerciantes, os marítimos e outros indivíduos de origem menos nobre viviam em habitações fora das muralhas, por lhes ser proibida a residência no seu interior.

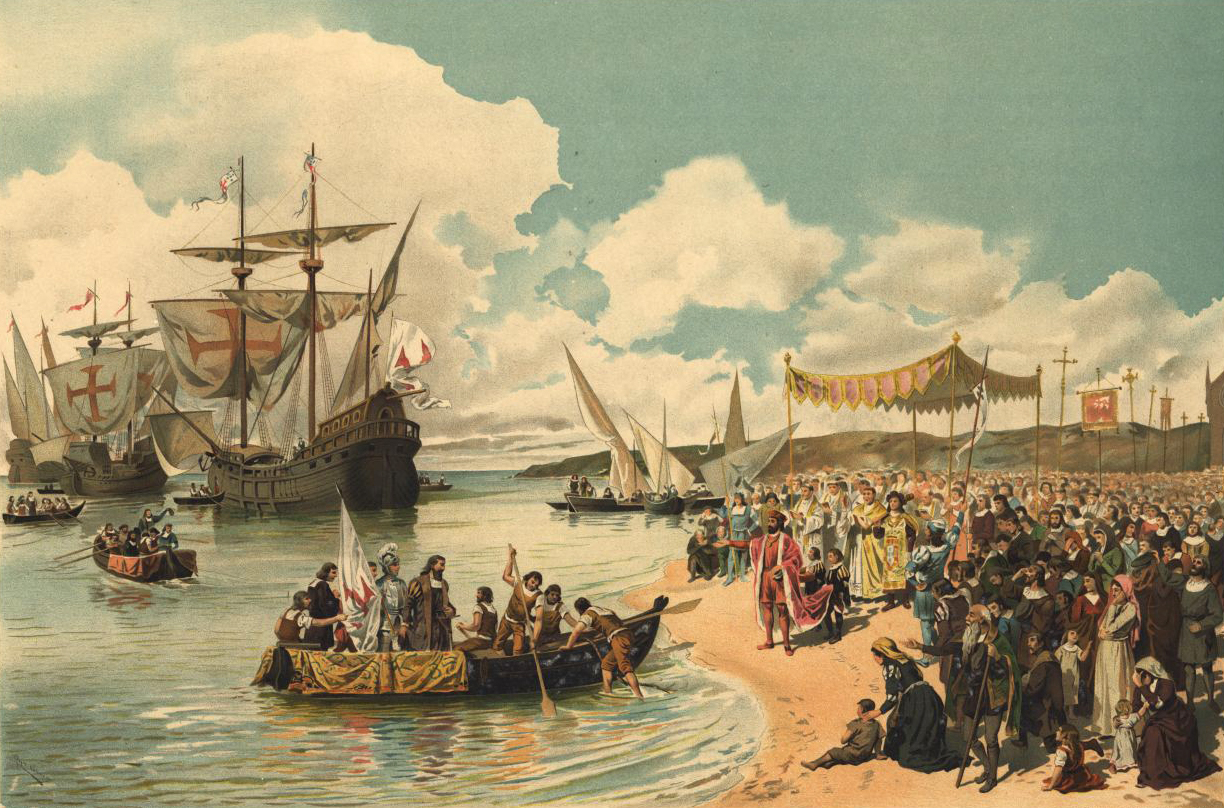
A partida de Vasco da Gama a Índia em 1497, quadro de Roque Gameiro

## Idade moderna
No século XV, iniciou-se o grande ciclo dos Descobrimentos Portugueses, que veio trazer profundas modificações não só à sociedade portuguesa mas um pouco por todo o mundo, ao promover o contacto entre continentes, culturas e civilizações. Também devido à sua posição privilegiada, o Algarve desempenhou um importante papel nos primeiros anos dos Descobrimentos Portugueses. O auge dos Descobrimentos foi atingido com a chegada de Vasco da Gama à Índia em 1498, e o início da colonização do Brasil em 1500. No entanto, o século XVI assistiu à perda da independência portuguesa, com o Domínio Filipino, que durou de 1580 a 1640, fase que foi no entanto de grande desenvolvimento para a região do Algarve. A fase após a restauração da independência ficou marcada pelo grande número de conflitos em que o país se envolveu, em defesa da metrópole e das colónias, que provocou graves problemas económicos e a perda de grandes porções do território ultramarino. Embora a situação tenha melhorado durante o século XVIII, este período ficou marcado pelo devastador Sismo de 1755.

### Descobrimentos Portugueses

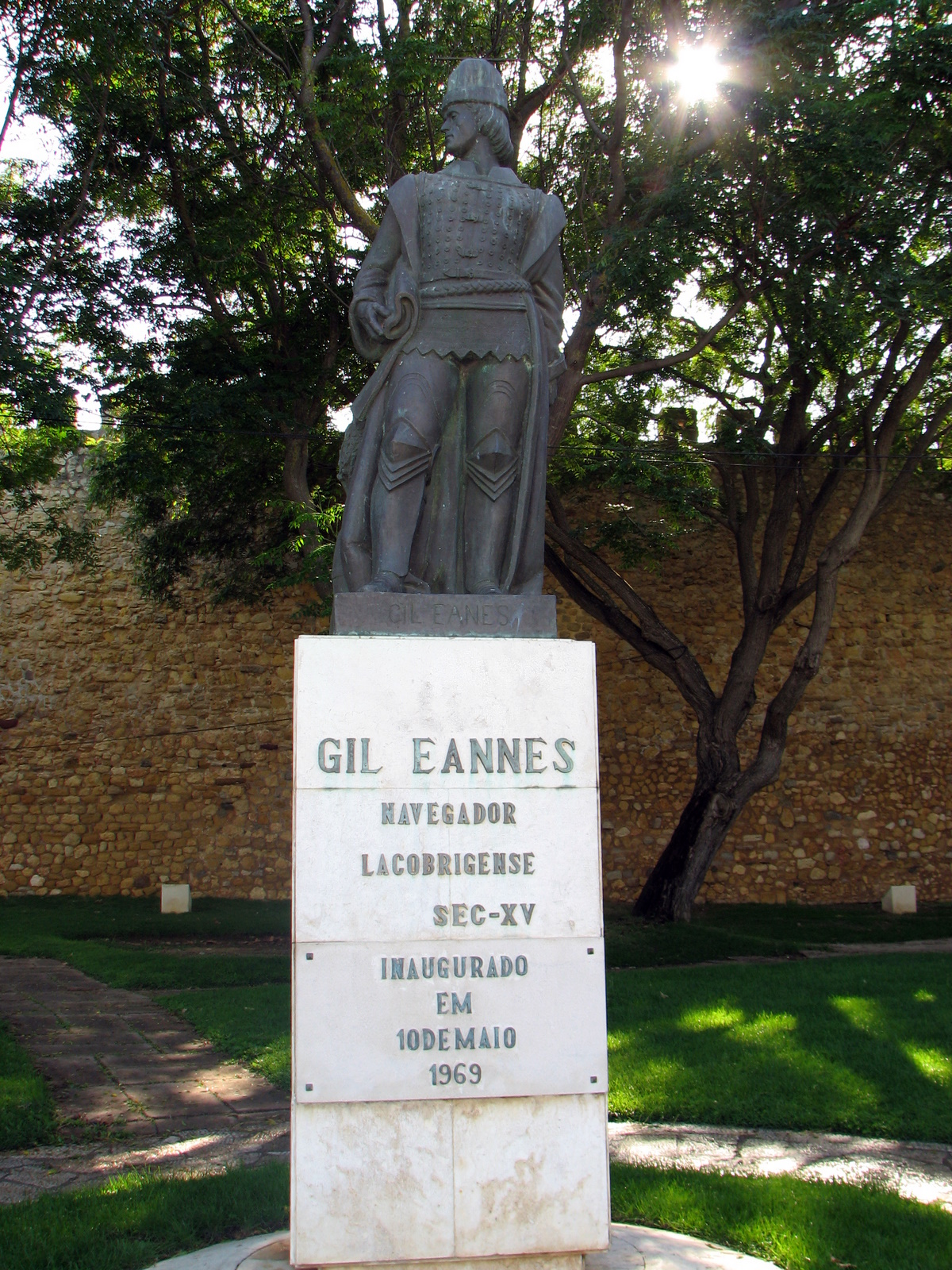
Estátua do navegador Gil Eanes, no Jardim da Constituição, em Lagos

#### Primeira fase (1415 - 1460)
O ciclo dos Descobrimentos Portugueses iniciou-se no século XV, com as primeiras conquistas ainda durante o reinado de D. João I, incentivadas pelos infantes D. Henrique, D. Pedro e D. Duarte, tendo este último sido o herdeiro do trono. A cidade de Lagos foi um dos principais portos durante os descobrimentos, tendo sido o ponto de partida de várias expedições navais nos Séculos XV e XVI. Com efeito, fez parte da primeira campanha militar contra o Norte de África, que partiu de Lisboa em 25 de Julho de 1415 para conquistar a cidade de Ceuta. A armada, que era composta por mais de 200 barcos, atingiu Lagos no dia seguinte, onde se demorou alguns dias. No dia 28, o rei relevou o verdadeiro destino da expedição, e o seu pregador anunciou a bula da Santa Cruzada sobre todos os que faziam parte da campanha. Depois a armada partiu com destino a Ceuta, onde chegou a 21 de Agosto. No regresso, o rei e Nuno Álvares Pereira desembarcaram em Lagos, de onde seguiram juntos até Évora.
Em 1419, o Infante D. Henrique saiu da corte e instalou-se em Sagres, no Algarve, onde iniciou os seus planos para a futura expansão ultramarina portuguesa. Nesse ano, foi descoberta a Ilha da Madeira, tendo alguns dos homens que acompanharam João Gonçalves Zarco sido de Lagos, destacando-se Lourenço Gomes e António Gago. No regresso, Zarco terá dado a notícia da descoberta ao Infante em Lagos, como foi descrito por Francisco de Paula Medina e Vasconcelos na sua obra Zargueida. Em 1422, foi feito um censo à população do Algarve, onde se apurou que existiam 11.235 fogos, dos quais 5.325 eram de Lagos.
Sob as ordens do infante, o navegador Gil Eanes, natural de Lagos, dobrou o Cabo Bojador em 1434, feito considerado de grande importância no âmbito da exploração da costa de África. No regresso, o navegador ofereceu ao Infante D. Henrique um barril com terra e algumas flores retiradas do cabo. Em 1435, Gil Eanes, em conjunto com Afonso Gonçalves Baldaia, fez outra viagem ao longo da costa africana, tendo passado novamente o Cabo Bojador, e chegado à Angra dos Ruivos ou dos Cavalos, a cerca de 50 léguas a Sul. Entretanto, em 1430 D. João I isentou Lagos de várias obrigações para com o exército. Em 25 de Setembro de 1433, D. Duarte ofereceu ao Infante D. Henrique a pesca do atum nas costas algarvias, e em 1440 autorizou estrangeiros a explorar as armações de atum e sardinha.
Em 1441, já durante o reinado de D. Afonso V, foram enviadas duas expedições a África, uma de Nuno Tristão ao Cabo Branco, e outra de Antão Gonçalves até ao Rio do Ouro, tendo trazido, no regresso a Lagos, alguns dos primeiros escravos africanos. Por volta de 1444, Lançarote de Lagos, escudeiro do Infante D. Henrique e almoxarife do rei em Lagos, formou a Companhia de Lagos, para fazer operações comerciais ao longo da costa africana. Nesse mesmo ano, o navegador organizou uma frota de seis caravelas para uma expedição ao Golfo de Arguim, onde foram capturados centenas de escravos. Estes escravos foram depois partilhados no regresso a Lagos, operação à qual assistiu o Infante D. Henrique, e que foi descrita por Gomes Eanes de Zurara na sua Crónica da Guiné:
| “ | Mas qual seria o coração, mais duro que ser pudesse, que não fosse pungido de piedoso sentimento, vendo assim aquela companha? Que uns tinham as caras baixas e os rostos lavados em lágrimas, olhando uns contra os outros; outros estavam gemendo mui dorosamente, esguardando a altura dos céus, firmando os olhos em eles, bradando altamente, como se pedissem socorro ao Padre da Natureza; outros feriam o rosto com suas palmas, lançando-se estendidos no meio do chão; outros faziam lamentações em maneira de canto, segundo o costume de sua terra [...]. Mas para ser dó mais acrescentado, sobrevieram aqueles que tinham carregado da partilha e começaram de os apartar uns dos outros, a fim de porem os seus quinhões em igualeza; onde convinha de necessidade apartavam os filhos dos padres e as mulheres dos maridos e os irmãos uns dos outros. A amigos nem a parentes se guardava nenhuma lei, somente cada um caía onde a sorte o levava! | ” |

Segundo o relato, o Infante D. Henrique estava «em cima dum poderoso cavalo, acompanhado de suas gentes», e levou o quinto que lhe tinha sido destacado, correspondente a «46 almas». Em 1445, a Casa dos Tratos de Arguim começa a funcionar em Lagos, ano em que se inaugurou a feitoria de Arguim, o primeiro estabelecimento comercial português na zona da África Negra. Também em 1445, Lançarote de Lagos fez uma outra expedição de Lagos até à Ilha de Tider, para combater a presença muçulmana. Em 17 de Outubro de 1458, partiu de Lagos uma armada, comandada por D. Afonso V e pelo Infante D. Henrique, para a conquista de Alcácer-Ceguer, no Norte de África. Uma carta régia de 15 de Agosto de 1460 renovou o direito que os lacobrigenses tinham de trazer armas de defesa. Em 13 de Novembro desse ano, faleceu o Infante. Foi em Lagos que existiu o primeiro estabelecimento em Portugal para venda de escravos, no piso térreo do edifício da guarda principal.

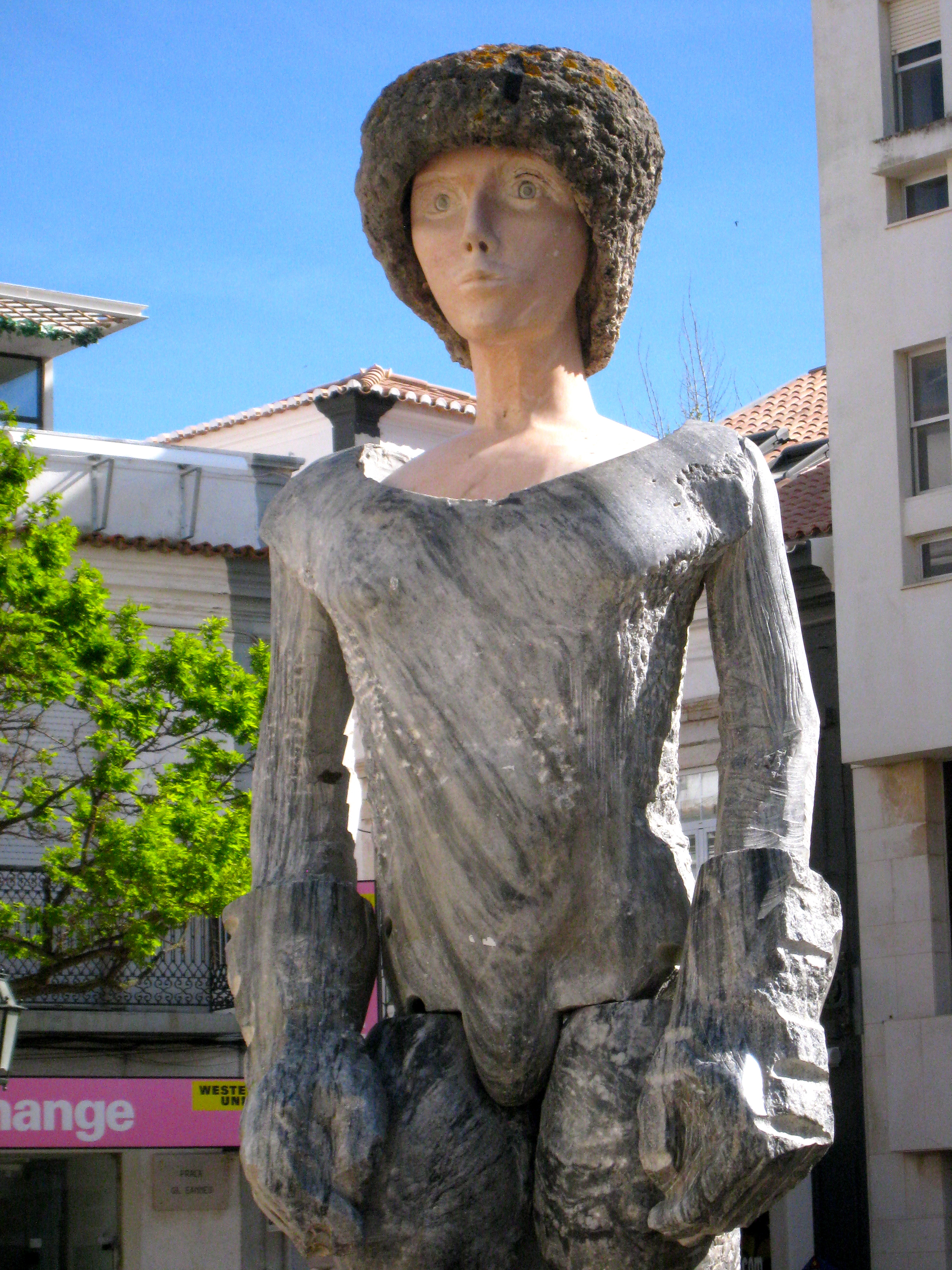
Estátua de D. Sebastião em Lagos, obra de João Cutileiro.

#### Segunda fase (1461 - 1580)
Em 1463, uma carta régia mudou a Feitoria do Trato de Arguim de Lagos para Lisboa. Em 9 de Novembro desse ano, chegou a Lagos uma outra expedição comandada por D. Afonso V, que participou na tentativa malograda para conquistar Tânger. Uma carta régua de 4 de Agosto de 1464 doou a vila a D. Fernando, sobrinho do Infante D. Henrique. Lagos foi depois passada para D. Diogo, que a ofereceu à sua irmã Leonor como parte do dote de casamento com o futuro D. João II. Desde então, Lagos pertenceu sempre à coroa portuguesa. Em 15 de Agosto de 1472, o rei D. Afonso V passou por Lagos pela última vez, em conjunto com D. João II, à frente de uma expedição de 447 velas para conquistar Arzila e Tânger.
Em 30 de Março de 1477, D. João II garantiu aos habitantes de Lagos que não lhes seriam retirados os bens de raiz para o pagamento de dívidas, que deveria ser feito a partir de deduções nos rendimentos. Quando o monarca passou por Lagos a caminho de Alvor, prometeu que iria elevar a vila à categoria de cidade, o que não chegou a fazer devido ao seu falecimento. Em 30 de Setembro de 1483, D. João II autorizou o duque de Trevento a fazer a pesca de coral em toda a costa algarvia. Nas Cortes de 1490 em Évora, o procurador de Lagos, Soeiro da Costa, queixou-se do proprietário Alvaro d'Athaynde, alegando que aquele tinha faltado ao acordo em que deveria fornecer sal a Lagos em troca da exploração das salinas de Alvor e a Casa do Sal em Lagos, e que por isso a vila tinha gasto uma importante soma na compra de sal. Dessa forma, pediu autorização para instalar salinas em Lagos, que o rei deu por uma carta de 12 de Julho desse ano. Quando em 1497 se iniciou a viagem para descobrir o caminho marítimo para a Índia, um do navios da frota denominava-se de Bérrio, por ter sido adquirida a um piloto de Lagos com esse nome.
Em 1 de Julho de 1504, o Rei D. Manuel concedeu um foral a Lagos, tendo o monarca modificado igualmente o brasão de armas. O antigo brasão era composto por um escudo coroado, onde estava representada uma fortaleza de três torres banhada pelo mar, ladeado por lanças ao alto. O foral deu importantes privilégios aos habitantes e comerciantes de Lagos, incluindo a redução e isenção de impostos sobre a pesca e construção naval, regulou os impostos na compra e venda de embarcações, e concentrou todo o comércio de sal na coroa, proibindo a particulares a venda de sal e a abertura de salinas. Durante o reinado de D. Manuel, um dos capitães donatários da Ilha da Madeira, Simão Gonçalves da Câmara, ficou ofendido com o monarca e iniciou uma viagem até Cadiz com o intuito de se instalar lá, mas quando passou por Lagos descobriu que Arzila estava em perigo, pelo que reuniu um pequeno exército para ir socorrer a praça portuguesa.
Em 1507, D. Manuel determinou que os escudeiros de Lagos que fossem presos deveriam ser tratados como cavaleiros. Durante o seu reinado, foi criado o Compromisso Marítimo de Lagos, que originalmente de denominava de Irmandade do Corpo Santo de Pescadores e Marítimos de Lagos. Nos princípios do século XVI, também foi formada a Misericórdia de Lagos. Durante o reinado de D. Manuel a vila de Lagos estava já muito desenvolvida, com um grande número de habitações fora das muralhas, sendo o centro da cidade a Praça dos Touros (futura Praça Infante Dom Henrique). Desta forma, o rei ordenou a construção de um novo círculo defensivo, com quatro baluartes junto ao mar, e oito do lado terrestre. A vila de Lagos ficou então com oito portas, quatro terrestres e outras quatro viradas para o mar. Esta obra fez parte de um programa do rei D. Manuel para a defesa do Algarve contra as investidas muçulmanas, que também incluiu a construção de várias fortalezas, como a de Burgau.
Em 25 de Agosto de 1535, o sucessor de D. Manuel, D. João III, deu a Lagos o título de notável, e garantiu-lhe um assento no terceiro banco das cortes. O Rei também fez à vila uma sentença de foral, em 14 de Janeiro de 1556, e ordenou que fossem concluídas as obras de construção das muralhas e baluartes de Lagos. Em 1573, o Rei D. Sebastião elevou Lagos à categoria de cidade, e fez dela sede de bispado e capital do Algarve. Alguns historiadores avançaram que Lagos foi elevada a cidade em 1540, durante o reino de D. João III, e que a sede de bispado só foi mudada de Silves para Lagos em 1577. Durante o reinado de D. João III, os franceses capturaram vários barcos que saíram de Lagos, tendo chegado a entrar na baía e tomar duas embarcações e uma caravela, como foi descrito por uma carta do rei de 20 de Abril de 1552. Em 1574, o rei D. Sebastião conduziu uma expedição a África, que passou por Lagos, embora o percurso do rei de Lisboa até esta cidade tenha sido disputado, com vários historiadores a declararem que tinha vindo junto com a esquadra desde Cascais, enquanto que um manuscrito do convento da Nossa Senhora da Glória afirmava que tinha viajado por terra a partir de Évora. Esta última hipótese foi sustentada pela Revista das Sciencias Militares, que publicou um relato do cronista João Cascão sobre a viagem real, conservado na Torre do Tombo. Em 20 de Agosto desse ano, quando o rei já estava em Lagos, enviou uma carta à sua tia D. Isabel, e uma circular destinada aos cavaleiros e às povoações do reino, onde relatava os seus planos a respeito de África. Em 24 de Junho de 1578 D. Sebastião voltou a chefiar uma expedição a África, que também parou na Baía de Lagos, onde o rei recebeu as tropas alistadas na região do Algarve. Segundo a lenda, quando o monarca esteve em Lagos visitou as fortificações e orou na Igreja de São Sebastião. Durante o reinado de S. Sebastião, foi criada a posição de Governador das Armas do Algarve, tendo sido primeiro ocupado por Fernão Teles de Meneses.
Durante o reinado de D. Sebastião, foi criada a primeira força militar organizada em Lagos, como parte do sistema das Ordenanças.

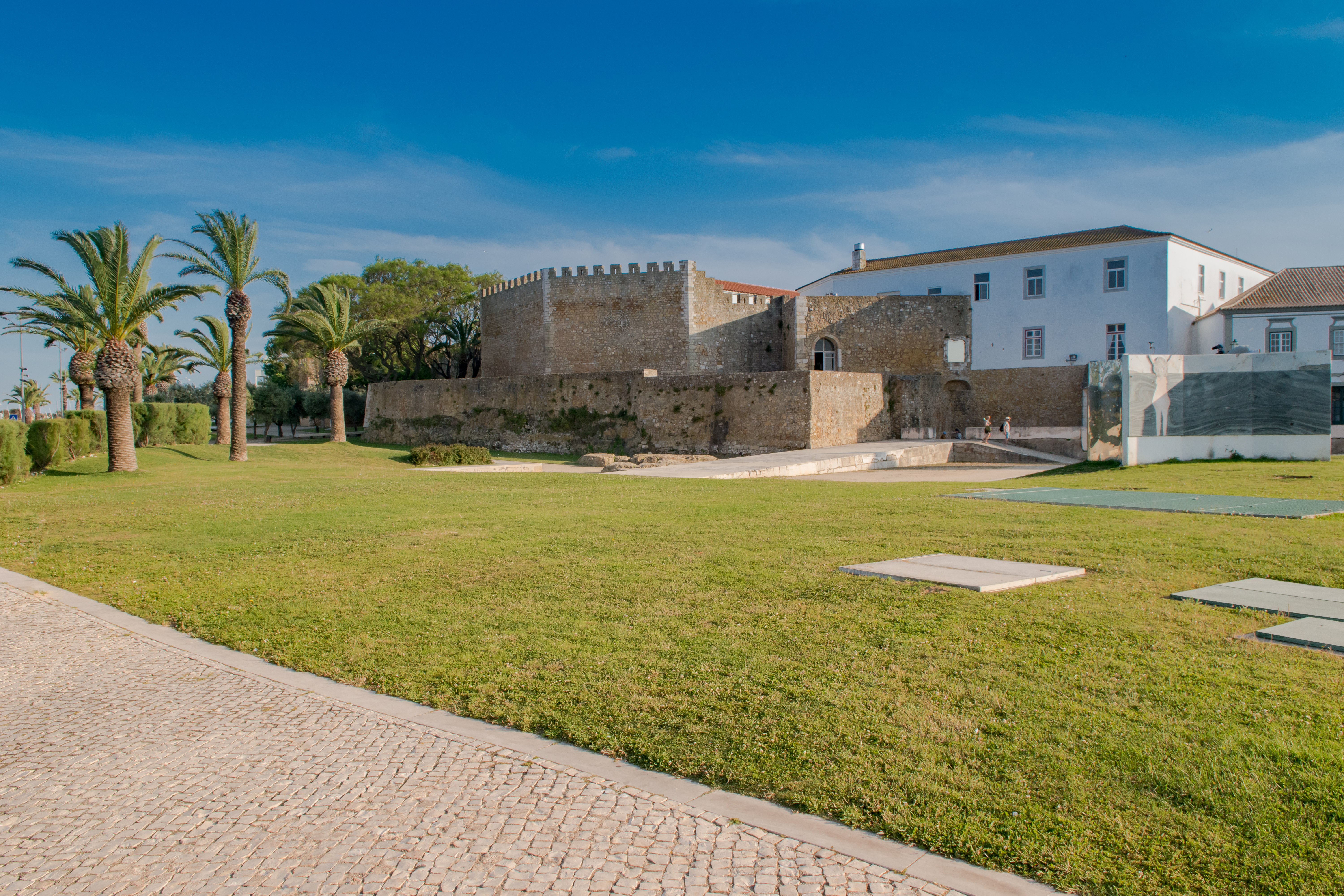
Castelo dos Governadores, em Lagos

### Domínio filipino
Em 1578, o rei D. Sebastião desapareceu na Batalha de Alcácer-Quibir, tendo sido sucedido pelo seu tio, Henrique I, que no entanto faleceu em 1580. Desta forma, o trono passou para o rei Filipe II de Espanha, provocando desta forma a perda da independência portuguesa. No entanto, este período foi de expansão para a cidade de Lagos, com a construção de uma rede de fortificações costeiras, de forma a defender a cidade dos corsários ingleses, que começaram a atacar a região. O corsário mais importante foi Francis Drake, que em 1587 lançou uma campanha contra a costa algarvia. Em 25 de Maio de 1587, Francis Drake entrou na baía de Lagos, onde desembarcou um grande exército junto às muralhas da cidade, com o intuito de a saquear. Um manuscrito italiano denominado de Ritrato et Riverso del Regno di Portogallo fez uma descrição do país durante o reinado de Henrique I, entre 1578 e 1580, no qual Tavira, Lagos, Faro e Silves surgiram como cidades sem bispado. Os principais portos no Algarve eram Lagos, Tavira e Vila Nova (de Portimão). Silva Lopes refere que o rei D. Filipe II de Espanha confirmou, em 4 de Agosto de 1581, vários privilégios que tinham sido dados a Lagos.
Numa carta de 8 de Dezembro de 1638, o rei D. Filipe III de Espanha deu à cidade de Lagos os mesmos benefícios que o seu antecessor tinha concedido a Coimbra.

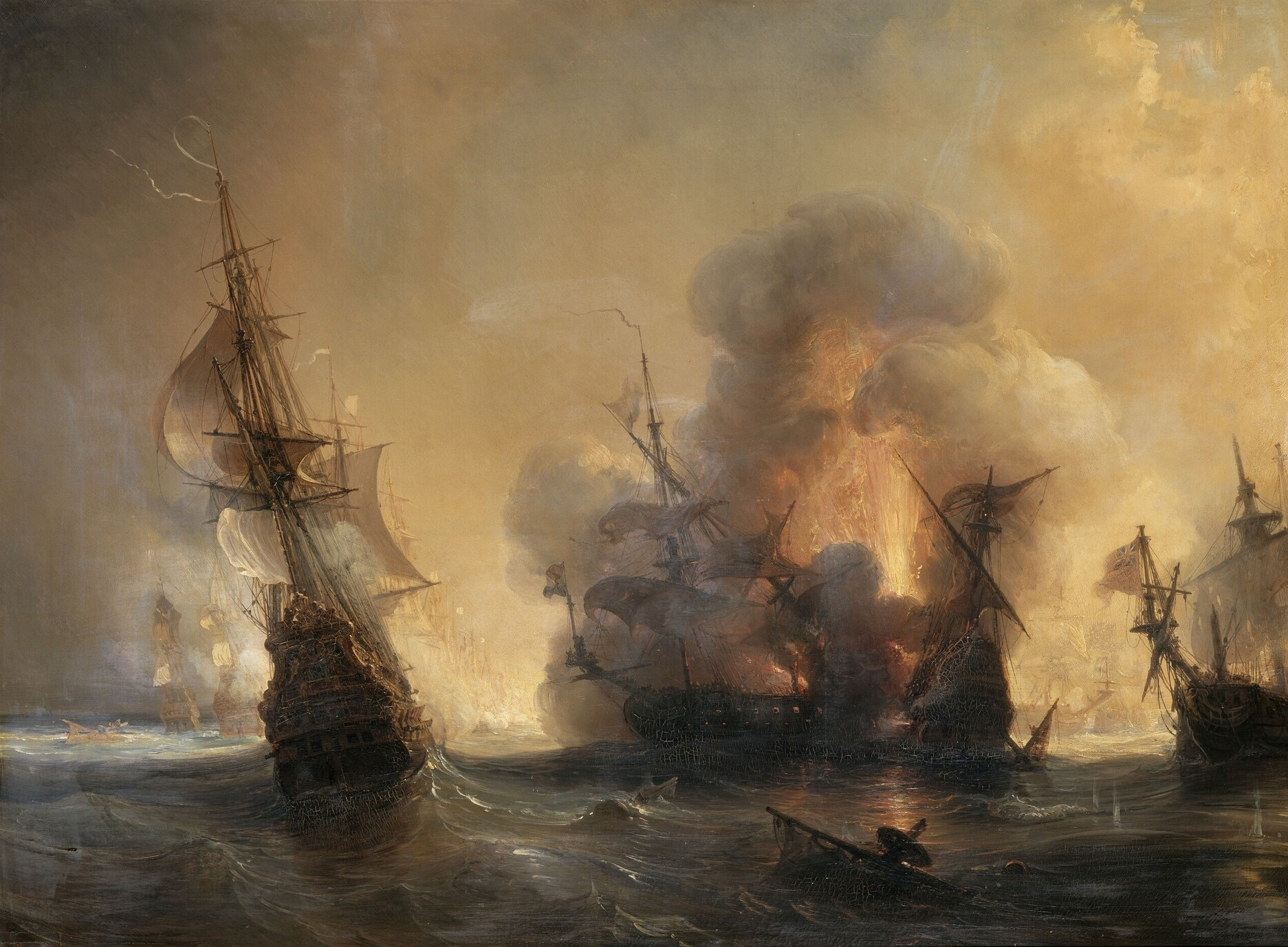
Pintura da Batalha naval de 1693, por Théodore Gudin.

### Restauração da Independência
No século XVII, iniciou-se um movimento revolucionário contra o domínio castelhano, que conseguiu restaurar a independência de Portugal em 1640.
O período após a restauração da independência foi de declínio para a cidade de Lagos, o que se deveu a uma queda na produção agrícola, redução nas actividades comerciais devido a uma maior centralização em Lisboa, e uma epidemia de cólera que se iniciou em 1640. O maior exemplo desta concentração do comércio na capital foi a criação da Companhia Geral do Comércio do Brasil, que se baseava principalmente no Porto de Lisboa, enquanto que anteriormente o tráfego para o Brasil era feito através de vários pequenos portos ao longo de quase toda a costa, de Caminha a Lagos. Desta forma, estas povoações perderam uma grande fonte de rendimentos, gerando críticas à Companhia do Brasil. Durante o reinado de D. João IV, a Ordenança de Lagos foi reorganizada num terço, que participou nas batalhas pela Restauração da Independência. Uma carta régia de 16 de Setembro de 1679 autorizou a cidade de Lagos a enviar dois procuradores às próximas cortes, que estavam marcadas para Novembro daquele ano.
As primeiras décadas após a independência foram marcadas pela continuação do processo de redução de poderio militar e económico português na América do Sul, África e Oriente para holandeses, franceses e britânicos, com a perda de algumas colónias. Também continuaram os problemas internos, com a Guerra da Restauração contra Espanha, que também atingiu o Algarve, crises financeiras que levaram a várias desvalorizações de moeda, e várias ondas de fome em 1647, 1659 e 1661. Este declínio continuou nas primeiras décadas do século XVIII, com a continuação da guerra com Espanha e nas colónias, e uma epidemia de fome em Dezembro de 1708, embora se tenha verificado uma melhoria na situação financeira, especialmente devido ao comércio com o Brasil. Em 1691, foi construída a Casa da Vedoria ou da Guarda Principal, segundo uma lápide no próprio edifício, em cima do edifício que tinha sido utilizado para a venda de escravos. Em 1706, forças militares de Lagos combateram na Guerra da Sucessão Espanhola.
A cidade foi palco de uma batalha naval em 1693, onde os franceses venceram as frotas britânica e holandesa. Nos finais do século XVII terá sido construída a Igreja de Santo António, surgido referenciada num tombo de 1691 da Misericórdia de Lagos.
Em 1720, foram tomadas medidas preventivas na região do Algarve contra uma epidemia de cólera, que estava a espalhar-se pelo Sul de Espanha. Durante o reinado de João V, os antigos terços foram reformados em regimentos.

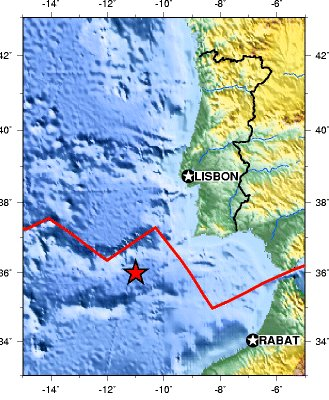
Epicentro do Sismo de 1755

### Sismo de 1755
A partir dos finais da década de 1710, inicia-se um período de violentos sismos, que atingiram o Algarve e outras regiões do país. O primeiro foi em 6 de Março de 1719, que destruiu um grande número de edifícios em Lagos, enquanto que outro em 27 de Dezembro de 1722 também arruinou vários prédios e fez muitos mortos na cidade, e que criou um maremoto. Depois ocorreram sismos em 12 de Outubro de 1724, 27 de Dezembro de 1732, 2 de Fevereiro de 1734, 25 de Outubro de 1739. Esta fase culminou com o sismo de 1 de Novembro de 1755 e correspondente maremoto, que foi considerada a pior catástrofe do século, e que devastou a cidade de Lisboa e muitas outras povoações em Portugal.
Uma descrição do terramoto foi feita por um proprietário de Lagos:
| “ | No dia 1.º de Novembro de 1755, pelas 9 horas da manhã, foi Deus servido mandar um horrivel terramoto com alteração do mar, que em poucos minutos arrasou a cidade de Lagos e as muralhas d'ella, subindo o mar nas nossas casas, que arrasou, á altura de 13 palmos e meio, levando todos os moveis de muito valor, toda a prata, ouro, dinheiro, 28 pipas de vinho, os trigos, milhos e legumes, a livraria de meu irmão, as escripturas das fazendas que n'ellas estavam e todas as moradas de casas que tinhamos n'esta cidade e na ribeira. E por não termos onde nos recolher fizemos barraca em Santo Amaro, onde residimos até que fomos morar defronte do chafariz, onde falleceu meu irmão. | ” |

Numa carta escrita em 7 de Fevereiro de 1756, o prior de S. Sebastião, João Baptista Coelho de Castro, também descreveu o terramoto em si e os seus efeitos:
| “ | no primeiro de novembro do ano proximo passado, pelas nove e meia da manhã, principiou o terramoto, que duraria quatro ou cinco minutos, pouco mais ou menos, e foi tão vigoroso n'esta cidade que totalmente a arrasou, menos algumas casas terreas que ficaram junto das muralhas da parte do campo, donde não se fez tanta impressão. Os templos todos se arruinaram, assim dentro dos muros como de fóra, de sorte que ficaram incapazes de se officiar n'elles, e a igreja de Santa Maria totalmente veio a baixo, sem lhe ficar mais que alguma parede, e a minha ficou toda aberta com fendas; cahiu a tribuna e a torre, das grades para cima e apenas ficou a ermida de Santo Amaro no campo, e hoje está n'ella a minha freguezia, onde administro os Sacramentos [...] com muito trabalho, porque é mui pequena, e a freguezia de Santa Maria está em uma casa na praça d'armas. Tendo averiguado as pessoas que faleceram, meus freguezes, só até aqui tenho achado morrerem no conflicto cincoenta e tantas e espero averigua-lo melhor pela septuagesima quando tomar a rol os freguezes; porém é certo que da freguezia de Santa Maria morreram muitos mais e temos feito juizo que n'ella se achavam, que morreriam 150 pessoas até 200; e segundo a inclinação dos edificios presumo que principiou o terramoto pela parte do Norte, porque vi com os meus olhos principiar a destruição da parte da minha freguezia que fica ao Norte e acabar na de Santa Maria que fica ao meio dia; e depois do terramoto, passado um quarto de hora, pouco mais ou menos, se elevou o már de sorte, que parecia tocár as nuvens, e com custa vista todos fugiram para o campo e o estrago que fez foi deitar parte das muralhas abaixo, que defendiam o mar, e com tal violencia que pedaços inteiros das ditas muralhas, tamanho de edificios, os lançou por dentro da cidade, com cujo impulso se destruiram muitas casas, como foram as do capitão Simão Manoel de Villa Lobos e outras na praça, levando quanto achava por deante, com barcos e tudo o mais, e os foi pôr nas fazendas, muito distantes do már e arrasou inteiramente a ermida de S. Roque, que era da minha freguezia, de tal sorte que não se sabe onde foi, senão pelo sítio; abriu de varias boccas no rio que ainda hoje se acham cheias de agua em mare vazia e se lhe não acha fundo; emfim transformou-se de tal sorte esta cidade e seus arrabaldes, que não parece, nem ainda em parte, o que foi, e a maior parte dos moradores estão vivendo n'este campo em Santo Amaro, em cabanas, umas de madeira, outras de colmo, padecendo mil inclemencias; quasi todos ficaram pobrissimos, porque os seus bens moveis, uns foram sepultados nas ruinas, quebrados, desfeitos e perdidos, outros levou o már, e outros (e estes foram os mais) os ladrões, porque entendiam que tudo era comum, e rebus sic identibus, é impossivel que esta subsista d'este modo sem algum reparo. E depois d'este terramoto tem havido varias repetições, umas maiores, outras menores. Do cabo de S. Vicente e dos seus logares tenho noticia que correram a mesma fortuna, e mais que todos a Villa do Bispo que ficou um monte de pedras e terra. | ” |

O terramoto em si fez mais de 200 vítimas mortais e um grande número de feridos, muitos dos quais acabariam por falecer pouco depois depois. Antes do terramoto, os censos relevaram que Lagos tinha 3000 pessoas em comunhão e 900 fogos. Na fase após o terramoto, uma das figuras que mais sobressaiu foi o corregedor da comarca de Lagos, Antão Bravo de Sousa Castello, que ordenou o salvamento das pessoas que tinham ficado soterradas, o tratamento aos feridos e o enterramento das vítimas mortais, e mandou vir mantimentos de fora. Em 7 de Fevereiro de 1756, a câmara municipal enviou uma representação ao governo, onde relatava que todas as estruturas em Lagos tinham ficado destruídas, e pediu que fosse reconstruída a ponte, de forma a facilitar a chegada dos mantimentos, e para permitir a passagem de tropas, no caso de forças muçulmanas lançarem uma invasão na Meia Praia, como tinham tentado no ano anterior. A câmara instituiu várias medidas para minimizar os efeitos do terramoto, como proibir a exportação de gado, o controlo de preços dos materiais de construção e dos alimentos, e a fixação dos salários dos operários. Além da cidade de Lagos em si, no concelho também ficou totalmente devastada a povoação de Bensafrim. Além de destruir a maior parte dos edifícios, o sismo também provocou um grande movimento de terras que acentou o assoreamento do Rio Molião (futura Ribeira de Bensafrim), enquanto que o grande número de mortos agravou as condições de saúde e higiene da cidade. Além disso, também destruiu as embarcações de pesca, provocando uma crise económica. Desta forma, a cidade deixou de ter condições para albergar os poderes administrativos e comerciais, que foram deslocados para Faro. O processo de reconstrução e de recuperação económica demorou mais de meio século, embora o poderio comercial, militar e administrativo de Lagos que tinha sido ganho durante a fase dos Descobrimentos tenha sido irremediavelmente perdido.
Nos meses após o sismo de 1755, sentiram-se várias réplicas, que duraram até cerca de 14 de Agosto de 1756, tendo as mais violetas sido 14 de Dezembro de 1755 e 14 de Agosto de 1756. Além das réplicas, também se geraram alguns ciclones, que fizeram grandes estragos, e ouviram-se estrondos vindos do oceano.

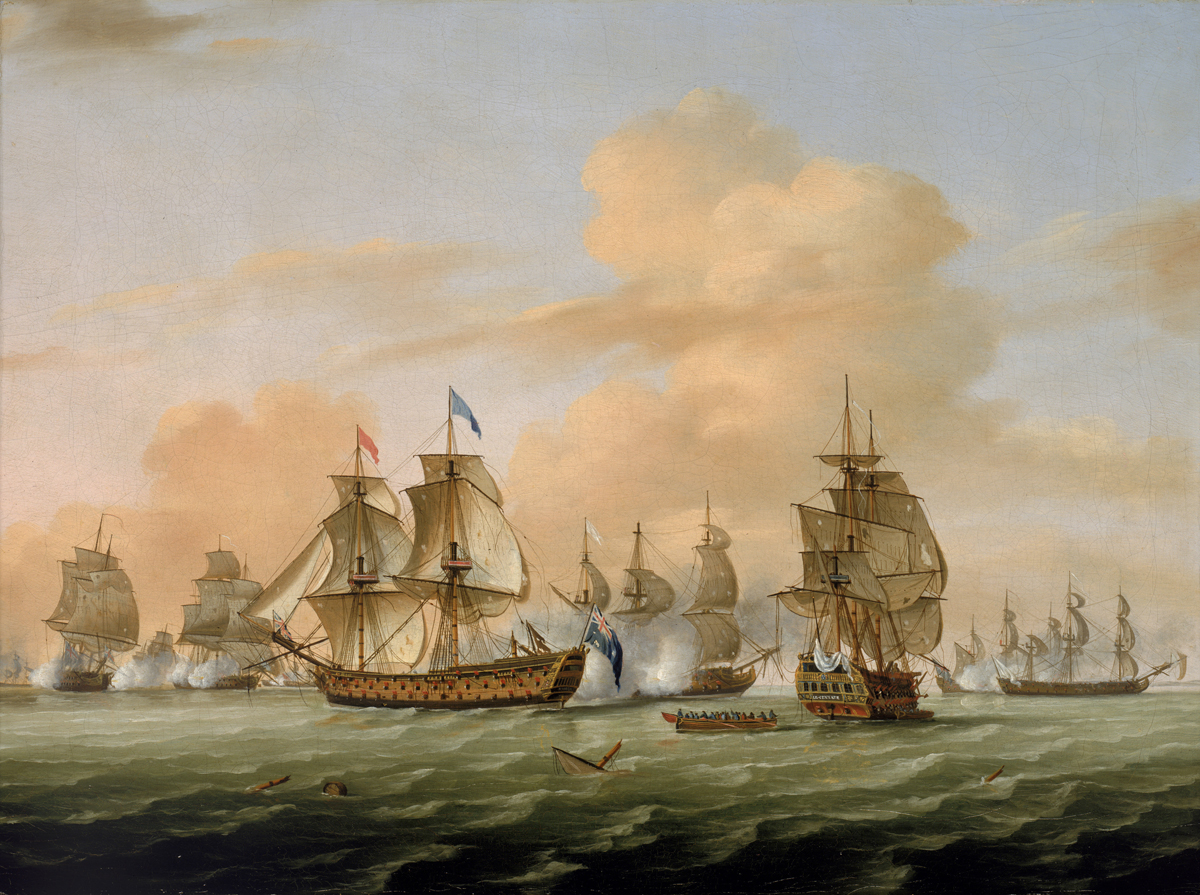
Batalha de Lagos, em 1759

### Fase após o Sismo de 1755
Em 1759 ocorreu outra batalha naval, que resultou na vitória dos britânicos sobre os franceses. Os sobreviventes franceses desembarcaram nas praias. O Marquês de Pombal queixou-se desta batalha em várias cartas enviadas ao Conde de Chatham, considerando-a como uma violação da soberania portuguesa. Em 1769, foi reconstruída a Igreja de Santo António, pelo comandante Hugo Beaty, coronel do Regimento de Lagos.
Entre 28 e 30 de Setembro de 1783, festejou-se na cidade a beatificação de S. Gonçalo, cerimónia que teve a presença do governador do Reino do Algarve, do Conde de Resende e de vários sacerdotes da região.
O Regimento de Lagos combateu durante a Guerra dos Sete Anos, entre 1756 e 1763, e fez parte da Campanha do Rossilhão em 1795 e na Guerra das Laranjas em 1801, onde se distinguiu na batalha do Guadiana, onde os defensores impediram as forças espanholas de atravessar o rio.
Nos finais do século XVIII ainda se pescava o coral em Lagos, como pode ser comprovado por um registo no livro de ordens da Praça de Lagos de 1781 a 1800, que ordenava que fosse dado auxílio aos pescadores que faziam a captura do coral.

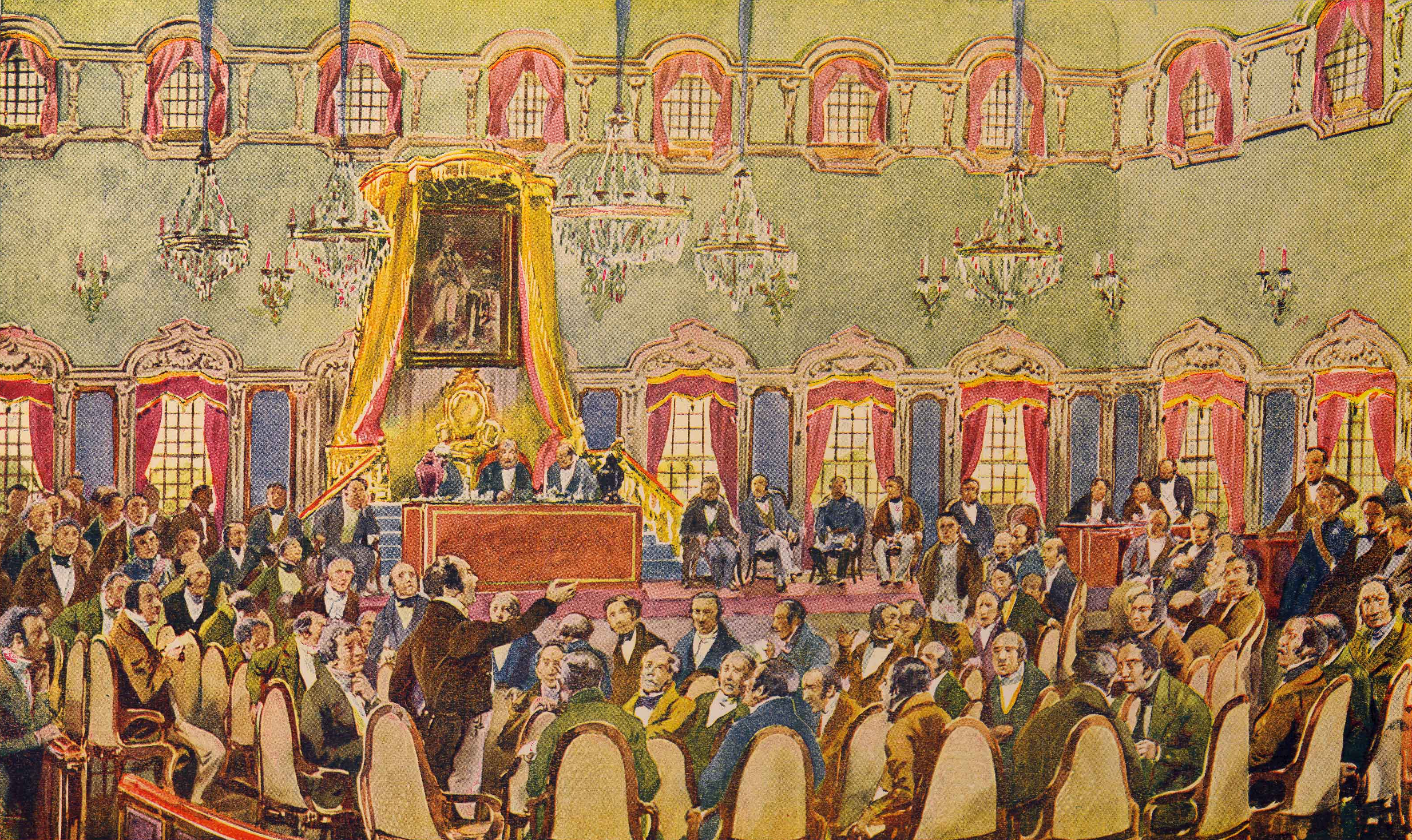
As Cortes Constituintes de 1820, por Roque Gameiro

## História contemporânea
O século XIX veio trazer profundas alterações ao tecido económico, político e social em toda a Europa, devido em grande parte aos efeitos da Revolução Francesa. Em Portugal, os primeiros anos foram marcados por uma série de conflitos sucessivos, primeiro com as Invasões Francesas e depois com vários confrontos internos, que culminaram com a instauração de um governo liberal, em substituição da monarquia absoluta. A partir da Década de 1850 inicia-se uma fase de harmonia política que permite um grande desenvolvimento económico e social do país, embora esta estabilidade tenha-se começado a deteriorar a partir da Década de 1870, culminando na Implantação da República Portuguesa, em 1910. No entanto, os primeiros anos da república foram marcados por uma grande instabilidade política e conflitos sociais, problemas que foram exacerbados pela Primeira Guerra Mundial, e que acabaram pela sua substituição pela Ditadura Militar após o Golpe de 28 de Maio de 1926. O país foi controlado por um regime autoritário durante cerca de 48 anos, até ter sido derrubado pela Revolução de 25 de Abril de 1974, que reinstaurou um governo democrático. As várias medidas instituídas após a Revolução de 1974 tiveram profundos efeitos na economia e na sociedade portuguesa, com a extinção das antigas colónias, regresso das liberdades cívicas e introdução de novas ideias, e a integração do país na Comunidade Económica Europeia.

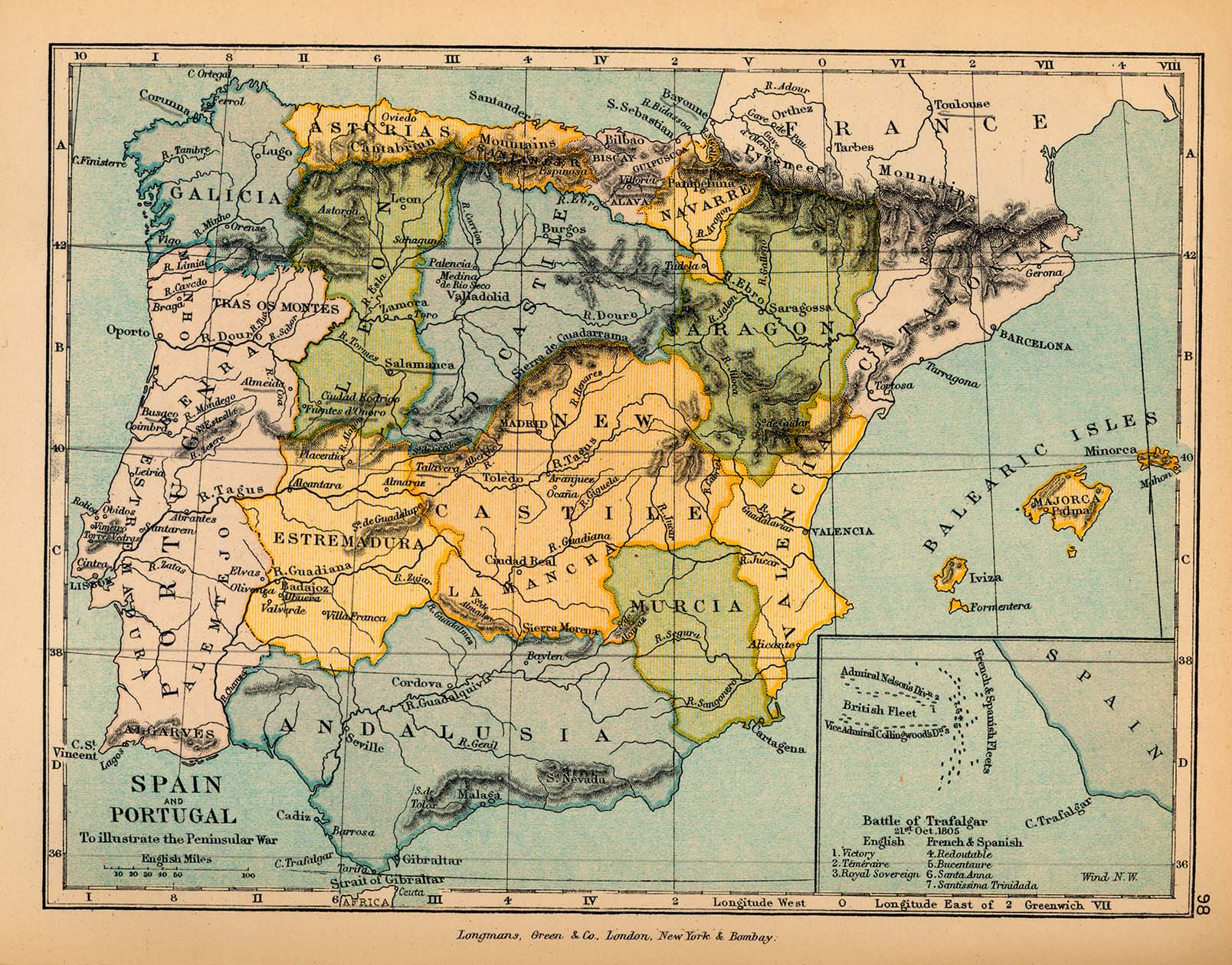
Mapa da Península Ibérica, durante a Guerra Peninsular

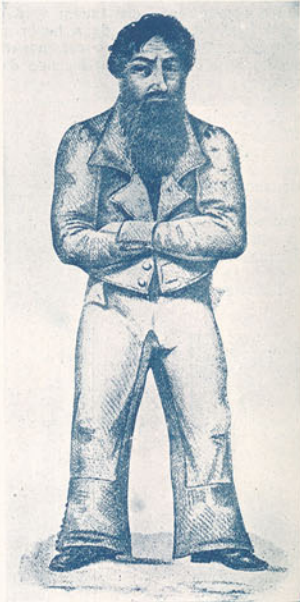
Retrato do comandante miguelista José Joaquim de Sousa Reis, mais conhecido como Remexido.

### Invasões francesas e Guerra Civil
Nos inícios do século XIX, o país mantinha uma esquadra que operava no Estreito de Gibraltar, de forma a proteger a marinha mercante contra os corsários do Norte de África, e que tinha a sua base operacional em Lagos. Nessa altura, a região do Algarve ainda era por vezes vezes atacada por piratas, incluindo um caso em 30 de Setembro de 1802, quando as autoridades marítimas de Lagos alertaram os mestres das embarcações que uma fragata argelina de 16 canhões estava a rondar pela zona, e outro em 25 de Maio de 1805, quando um chaveco e uma fragata muçulmanas capturaram dois barcos de Olhão em plena baía de Lagos. Em 22 de Fevereiro de 1801, o governador da Praça de Lagos relatou que a fragata Carlota tinha aprisionado uma escuna francesa, cuja tripulação tinha sido levada para Lagos.
Em 1807, iniciaram-se as Invasões Francesas, que terminaram em 1810. A primeira invasão francesa terminou com a Fuga da Família Real para o Brasil em 27 de Novembro de 1807, deixando instruções para que as tropas francesas e espanholas fossem bem recebidas. Na sequência desta ordem, em 16 de Dezembro a Câmara Municipal de Lagos pediu várias instalações militares e habitações particulares, de forma a prepará-las para acolher as tropas napoleónicas, e ordenou aos habitantes que emprestassem as suas roupas de cama e outros tecidos para as tropas. Ainda assim, houve problemas em encontrar espaço suficiente para aquartelar as tropas estrangeiras, devido em parte à resistência dos proprietários em ceder as suas casas, pelo que em 24 de Janeiro de 1808 a autarquia deliberou que os soldados sem local de aquartelamento deveriam ser instaladas em casas já habitadas, e que fossem bem tratados pelos moradores. Nos princípios de 1808, uma grande parte das tropas espanholas tiveram de ser enviadas para acorrer a rebeliões em Espanha, pelo que o comandante Jean-Andoche Junot foi forçado a alterar a disposição das suas forças para manter o domínio de Portugal. A região do Algarve passou a ser comandada pelo general Antoine Maurin, que instalou o seu quartel general em Faro, distribuindo o controle das várias povoações da região aos seus subalternos. O principal era Jean-Pierre Maransin, que se fixou em Lagos, como governador da cidade. Veio acompanhado do regimento francês denominado de Legião do Meio Dia, que ficou aquartelado nos edifícios do Trem de Artilharia. Maransin mudou duas vezes de residência em Lagos, porque queria estar instalado num local onde fosse bem suportado, tendo para esse efeito ocupado a casa do capitão mor, um homem abastado e de tendências liberais, que por motivos de honra, nunca lhe apresentou a sua mulher e as filhas. Maransin ficou muito ofendido por este gesto, pelo que injuriou repetidamente o capitão mor em público, e ordenou que os criados lhe destruíssem a casa e o conteúdo, e aproveitassem as roupas mais finas como panos de cozinha. Um dos confidentes de Maransin, o capitão Filippon, descobriu que o corregedor de Lagos, Joaquim Nicolau Mascarenhas Cordovil, era amigo de três ministros da corte inglesa em Lisboa, tendo-o ameaçado que o iria denunciar ao general caso não lhe desse uma avultada soma. Esta conduta era habitual nos oficiais e nas tropas francesas em Portugal, que praticaram vários actos de violência e pilhagens, o que provocou o ressentimento por parte das autoridades e das populações. Em Lagos foram produzidos alguns folhetos contra a ocupação francesa, que incitavam as tropas e as populações à revolta.
Com efeito, o ressentimento contra os franceses foi o catalisador para uma grande revolta em Olhão, que se iniciou em 16 de Junho, e que depressa se espalhou por outros pontos da região, tendo a cidade de Faro sido tomada no dia 19. No dia seguinte, foi feita uma reunião onde se decidiu informar as restantes localidades da região sobre o sucesso da revolta, tendo sido destacado como mensageiro para a zona do Barlavento Sebastião Duarte da Ponte Negrão, que correu todas as terras de Faro até Lagos em apenas 48 horas. Devido à fadiga da viagem, não conseguiu continuar além de Lagos, tendo em vez disso enviado emissários até à costa Oeste, tendo depois regressado a Faro. Quando os habitantes de Lagos souberam da revolta de Olhão, assassinaram os soldados franceses, cujos corpos foram atirados à água na Rua da Barroca e na Ponta da Piedade, ou enterrados nas habitações onde tinham sido mortos, um evento de tal brutalidade que fez parte da história oral de Lagos durante gerações. As tropas francesas sobreviventes refugiaram-se no Trem de Artilharia, tendo depois fugido da cidade com o seu espólio, que incluía o recheio da Igreja de Santo António. Além do custos de sustentar as tropas francesas e do saque, a cidade de Lagos também sofreu com os efeitos económicos da Guerra Peninsular, devido principalmente ao aumento dos preços dos géneros, e à diminuição da procura do pescado no Algarve, devido à deslocação do exércitos para Norte.
Posteriormente, foram formados corpos de infantaria em vários pontos do Algarve, incluindo o de Lagos, que foi um dos destacados para socorrer a cidade de Beja e continuar a revolução na região do Alentejo, sendo parte do exército do Sul, que apesar das suas reduzidas dimensões desempenhou um importante papel durante a expulsão dos franceses. Em 1808, o desembargador Belchior da Costa saiu de Lagos num caíque para se encontrar com o comandante Wellington na foz do Rio Mondego, tendo regressado a Lagos na fragata inglesa Bullark, com algum armamento. Após a derrota dos franceses nesse ano, o príncipe regente, refugiado no Brasil, ordenou a formação de uma nova esquadra para lutar contra os piratas argelinos, que também deveria estar sedeada em Lagos.
Em 1828, iniciaram-se as Guerras Liberais, opondo os partidários do rei absolutista D. Miguel aos liberais constitucionalistas, e que duraram até à Convenção de Évora-monte, em 26 de Maio de 1834. Em Julho de 1833, deu-se uma batalha naval junto a Lagos, onde os liberais derrotaram os miguelistas. No entanto, em 1836 o comandante miguelista José Joaquim de Sousa Reis, mais conhecido por Remexido, iniciou uma série de campanhas de guerrilha contra vários pontos do Algarve, incluindo Lagos, que foi por diversas vezes atacada e cercada. José Joaquim de Sousa Reis foi fuzilado em 1838.
Em 28 de Maio de 1846, o governador de Lagos avisou a Câmara Municipal que tinha rebentado uma revolução em São Bartolomeu de Messines, pelo que as muralhas da cidade deveriam ser reparadas. Nesse ano, José Joaquim Grande foi enforcado em Lagos, tendo sido a última aplicação da pena de morte em Portugal.
Em 1850, a câmara municipal ordenou a construção de um mercado para a venda de peixe, na Rua da Porta de Portugal. Nesse ano, a Santa Casa da Misericórdia de Lagos foi autorizada a expandir o seu hospital nos terrenos do antigo palácio dos capitães generais do Algarve, que tinha sido destruído em 1755.

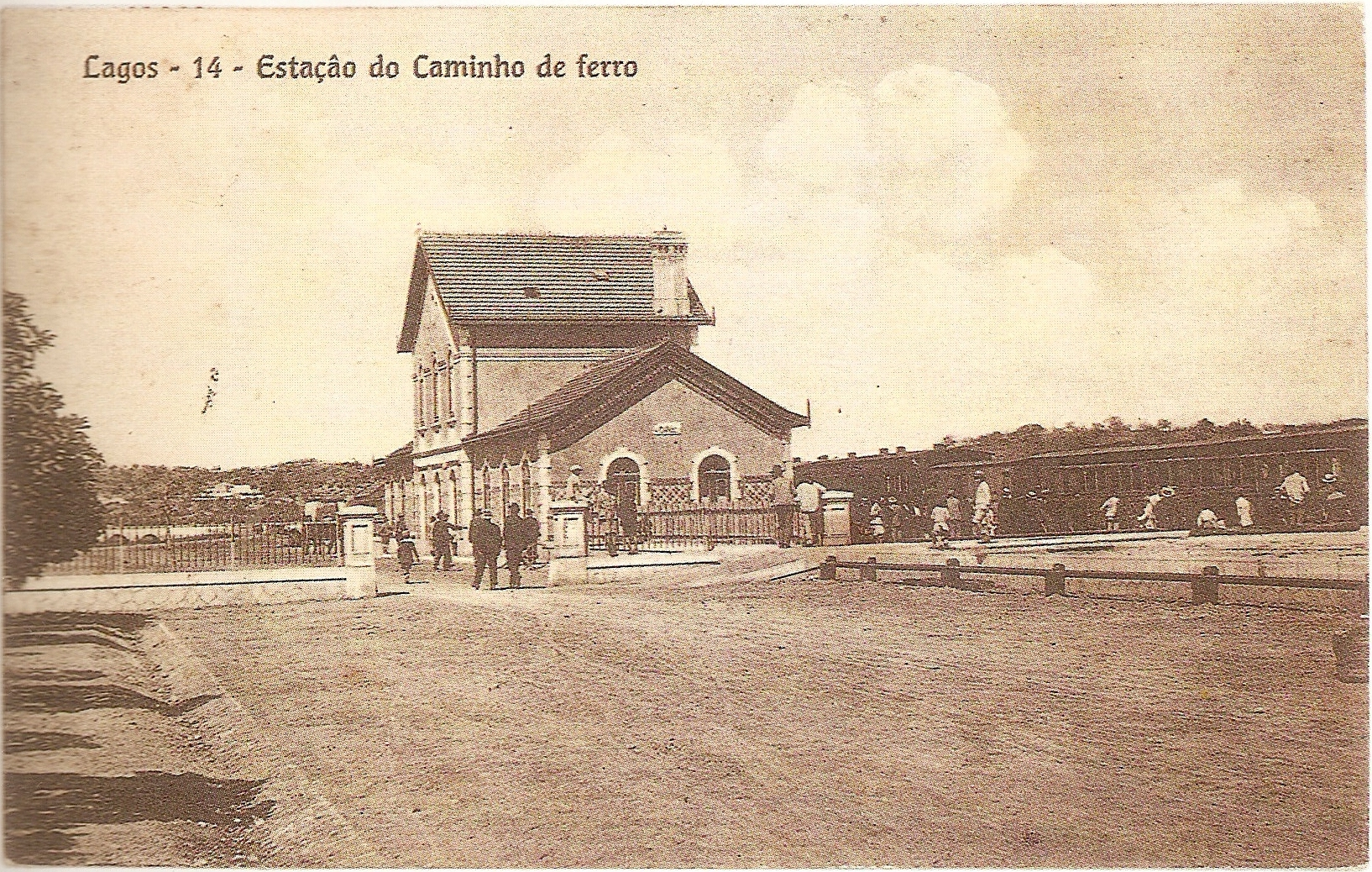
Postal com a estação de Lagos, nos primeiros anos

### Da regeneração à Segunda Guerra Mundial
Desde meados do século XIX e até cerca de 1960, Lagos foi uma cidade dominada pela indústria, uma vez que dispunha de uma grande quantidade de mão-de-obra, uma ligação directa ao interior algarvio, de onde provinham matérias-primas e trabalhadores, e um porto para o escoamento das mercadorias. A principal indústria foi a das conservas alimentares, alimentada pela forte produção pesqueira. A primeira fábrica deste tipo em Lagos foi a F. Delory, que se estabeleceu em 1882. Junto com as conserveiras também se estabelecem várias fábricas que confeccionavam produtos de suporte, como latas para a conserva, chaves para abrir as latas, cestas de vime, apetrechos de pesca, azeite, caixas de madeira, entre outros. A indústria atingiu o seu auge em 1920, existindo 32 empresas a laborar em Lagos naquele ano.
Em 1862, iniciaram-se as obras no Teatro Gil Vicente. Em 1863, o Ministério da Guerra autorizou a autarquia de Lagos a fazer obras de alargamento nas portas dos Quatros e de Portugal. Em 3 de Junho desse ano, o baluarte da Porta Nova foi cedido à Câmara Municipal, para ser demolido e construído um chafariz no seu local. Em 11 de Julho de 1878, a autarquia autorizou a construção de um posto de fiscalização no Forte da Meia Praia. Em 1888, a Câmara foi autorizada a alargar mais quatro portas, nomeadamente as do Postigo, da Vila, do Cais e da Porta Nova. Em 1893, o governo ordenou a realização de estudos para construir um paredão para defender as muralhas de Lagos dos efeitos do oceano.
Em 12 de Outubro de 1897, o rei D. Carlos chegou a Lagos de barco, acompanhado da sua esposa Amélia de Orleães. A cerimónia iniciou-se com a chegada dos escaleres trazendo o casal real e os outros convidados, que passaram pelo meio de duas alas formadas por centenas de embarcações decoradas para o efeito, e onde se encontrava uma grande multidão que lançava foguetes e saudava os reis. A cidade de Lagos também foi decorada para esta visita, com ornamentos em todas as ruas desde a Praça da Constituição até à Rua da Porta de Portugal, enquanto que das janelas pendiam colchas. O casal real desembarcou na Praça da Constituição e dirigiu-se para a Igreja de Santa Maria, seguindo depois para os Paços do Concelho, onde se ouviu um discurso do presidente da câmara e se tomou uma refeição. Durante a cerimónia, o casal real lançou a primeira pedra para a construção do paredão, embora a obra não tenha chegado a avançar. Em 1902, o governo ordenou que fossem feitas obras de reparação nas muralhas entre a Ribeira e a Porta de Portugal, depois de muitas reclamações por parte da autarquia.
Na transição para o século XX, a baía de Lagos continuou a ser utilizada regularmente por um grande número de embarcações mercantes e militares, tendo sido por várias vezes uma das bases de operações da marinha de guerra britânica. Em Agosto de 1903, uma esquadra inglesa fez manobras na baía, na presença da família real e do Ministro das Obras Públicas, Conde de Paçô-Vieira. Em seguida, parte da esquadra foi até Lisboa para agradecer a permissão do governo português para ter feito as manobras em Lagos, tendo o vice-almirante Arthur Wilson afirmado, durante um discurso, que «a bahia de Lagos é um ponto ideal como base das manobras que estavam projectadas: mas não é só sob este aspecto técnico que a bahia de Lagos foi de tanta utilidade: alli achámo-nos cercados pelos calorosos corações de um povo aliado, com um brilhante sol sobre as nossas cabeças e recebidos com amabilidade e cortesias taes que nos sentimos como em nossa patria.». Em 1904, a câmara municipal instalou um novo mercado para o peixe na Rua da Porta de Portugal, tendo o antigo edifício sido destinado provisoriamente à venda de frutas e hortaliças.
A necessidade intensiva de mão-de-obra para as indústrias provocou um êxodo rural no concelho. Além do rejuvenescimento económico, também se assistiu a uma evolução nos transportes, com a construção da Estrada Nacional 125 e da estação ferroviária, esta última inaugurada em 30 de Julho de 1922. Foram igualmente inauguradas algumas importantes infraestruturas públicas, como o Mercado Municipal da Avenida de Lagos, que entrou ao serviço em 1925, e em 1927 foi inaugurada a rede de energia eléctrica no concelho de Lagos.
Entretanto, em 5 de Outubro de 1910, dá-se uma revolução em Lisboa, que derrubou o regime monárquico e instaurou a República Portuguesa. Foi neste período que se iniciaram as primeiras actividades turísticas na cidade, tendo por exemplo em 1913 sido publicado um folheto da Sociedade de Propaganda de Portugal, anunciando a construção do Lagos Palace Hotel, que, no entanto, não chegaria a ser construído, apesar do apoio da Câmara Municipal de Lagos. O transporte ferroviário permitiu a chegada de turistas à cidade, e estabeleceram-se as primeiras unidades de alojamento, em casas particulares e em parques de campismo.

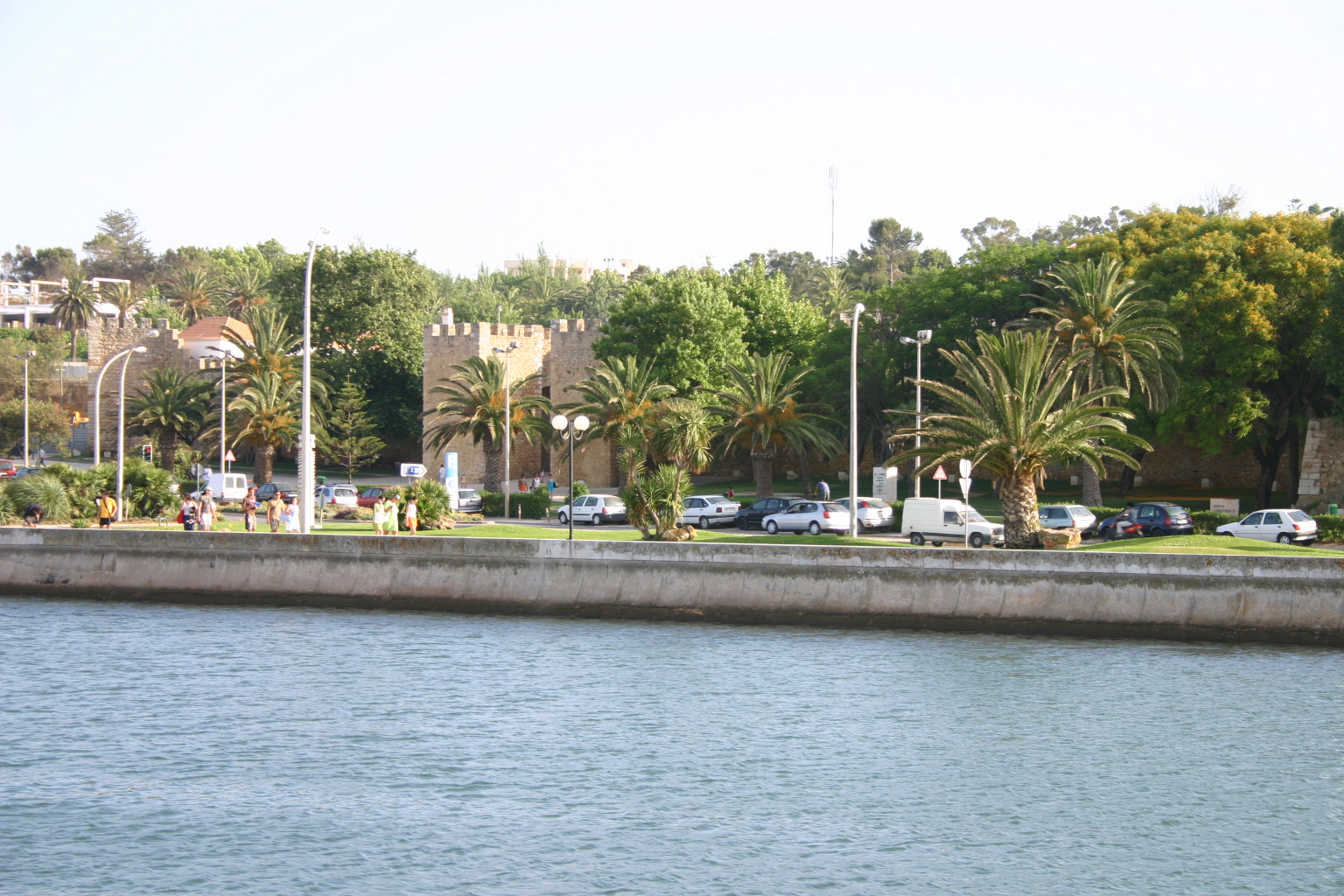
Secção da Avenida dos Descobrimentos, avistando-se ao fundo o Jardim da Constituição

### Pós-Guerra e Século XXI
Após a Segunda Guerra Mundial (1939 - 1945), a concorrência dos produtos estrangeiros, a deslocalização das indústrias para o Norte de África, o assoreamento do porto de Lagos e a diminuição da produção piscatória, matéria-prima para a indústria conserveira, provocaram o declínio desta actividade, e de outras indústrias que dela dependiam. Assistiu-se assim, a uma decadência económica e social, que só seria afastada nas décadas de 1980 e 1990, com o desenvolvimento da actividade turística na cidade. Apesar do turismo já ser conhecido na cidade desde inícios do século XX, foi com a inauguração do Aeroporto de Faro, em 1965 que se verificou um aumento no número de visitantes. Esta tendência para as actividades turísticas verificou-se em quase todo o litoral Algarvio. Entretanto, em 1954 foi fundada a Adega Cooperativa de Lagos, a segunda no Algarve, depois da de Lagoa, tendo ambas as cooperativas sido de grande importância como promotores do desenvolvimento da vinicultura na região.
Assistiu-se igualmente à construção da Avenida dos Descobrimentos e ao restauro do Forte da Ponta da Bandeira, entre outros empreendimentos de cariz patrimonial e urbano, nos anos 50 e 60, já se prevendo um incremento nas actividades turísticas na cidade. Em 28 de Fevereiro de 1969, verificou-se um sismo de intensidade elevada, provocando avultados prejuízos materiais na região. O antigo edifício da Câmara Municipal de Lagos foi bastante atingido, tendo as reparações tido lugar em 1982. Em 25 de Abril de 1974, dá-se a Revolução dos Cravos, que extinguiu o Estado Novo e restaurou um regime democrático em Portugal.
Em 10 de Outubro de 1984, o Diário de Lisboa noticiou que tinha sido assinado um acordo entre o Ministério do Equipamento Social e a Câmara Municipal de Lagos para um extenso programa de reabilitação urbana no centro histórico da cidade, que incluía obras nas redes de esgotos e abastecimento de água, que nalguns pontos já tinha uma idade superior a cinquenta anos, a instalação de calçadas à portuguesa nas ruas e a sua interdição parcial à circulação automóvel, expansão da iluminação pública, a construção de um anfiteatro dentro de um dos cantos das muralhas, o reaproveitamento do Mercado de Escravos para uma galeria de arte e do prédio da Sociedade dos Ricos para um centro cultural, e a ampliação do Museu Municipal. Nessa altura a autarquia já tinha pronto o plano de urbanização para a Meia-Praia e a zona envolvente, que estava em processo de apreciação há cerca de cinco anos na Direcção-Geral do Planeamento Urbanístico. Estava igualmente planeada a instalação de uma central de tratamento de esgotos perto do Aeródromo Municipal, que custaria cerca de 600 mil contos e que teria capacidade para 100 mil pessoas, contando já com um aumento na população durante a época estival. Também a Direcção-Geral dos Monumentos Nacionais estava a executar ou a planear a realização de obras em vários monumentos da cidade, tendo já iniciado a recuperação das muralhas e torreões e da zona do Castelo dos Governadores, que estava num avançado estado de degradação, e previam-se para breve o princípio de trabalhos de conservação na Igreja de Santo António.
Nas últimas décadas do século XX e início de XXI a cidade conheceu uma grande expansão, tendo sido construídos novos bairros residenciais e equipamentos comerciais, de saúde, educação e desporto e administração.[carece de fontes?] Em 1991 foi inaugurado o Mercado Municipal de Santo Amaro, em 2009 a nova sede da Câmara Municipal, e em 2010 a Escola EB 2,3 Tecnopolis de Lagos.
Foi levada a cabo a construção da Marina de Lagos e a correspondente zona habitacional e comercial, que incluiu uma unidade hoteleira. Também se assistiu ao crescimento das actividades destinadas a turistas, como visitas guiadas tanto em embarcações, ao longo da orla costeira, como em veículos terrestres. Verificou-se igualmente um grande incremento na hotelaria, tendo sido construídas algumas unidades de maiores dimensões, embora a principal parte da nova oferta tenha sido criada na modalidade de turismo de habitação, através da utilização de pequenos edifícios com um pequeno número de quartos.[carece de fontes?]

## Leitura recomendada
- BAPTISTA, José Alberto (2010). Lagos, o republicanismo e a administração municipal (1908-1914). Lagos: Câmara Municipal de Lagos. 257 páginas
- COUTINHO, Valdemar (2009). Assembleia Municipal de Lagos: subsídios para a história contemporânea do Município. Lagos: Câmara Municipal de Lagos. 160 páginas
- FERRO, Silvestre (2007). Vultos na toponímia de Lagos 2ª ed. Lagos: Câmara Municipal de Lagos. 467 páginas. ISBN 978-972-8773-11-3
- LOUREIRO, Rui Manuel (2008). Lagos e os Descobrimentos até 1460. Lagos: Câmara Municipal de Lagos. 145 páginas
- MAGALHÃES, Joaquim Romero (2004). Foral de Lagos de 1504. Lagos: Câmara Municipal de Lagos. 206 páginas. ISBN 972-99121-2-2
- MARTINS, José António de Jesus (2001). Lagos Medieval. Lagos: (edição do autor). 189 páginas. ISBN 972-97110-3-8
- PINHARANDA, João Lima; SOARES, António Martins (2005). Lagos, anos 60-80. Lagos: Câmara Municipal de Lagos. 125 páginas
- RODRIGUES, Luís Azevedo; AGOSTINHO, Margarida (2016). Lagos: Guia de Geologia e Paleontologia Urbana. Lagos: Centro de Ciência Viva. 123 páginas. ISBN 978-989-99519-2-1
- VELOSO, José (2010). Lagos: Brevíssima foto-história da cidade marítima: Ao longo do século XX, memória da cidade bela 3.ª ed. [S.l.]: Edição do autor. 36 páginas